# Repubblica di San Marco
La Repubblica di San Marco fu uno Stato costituito a Venezia il 22 marzo del 1848, durante la prima guerra di indipendenza italiana, a seguito dell'insurrezione della città avvenuta il 17 marzo dello stesso anno, contro il governo austriaco. Ideatore della rivolta e figura chiave della Repubblica fu l'avvocato veneziano Daniele Manin. L'episodio è uno dei più significativi nel contesto dei moti insurrezionali del 1848 che coinvolsero numerose città italiane ed europee. Sopravvisse fino al 22 agosto 1849 quando, dopo una strenua resistenza, la città tornò sotto il dominio asburgico.

## Lo scoppio della rivolta e la proclamazione della Repubblica

### La giornata del 17 marzo 1848
La mattina del 17 marzo, fomentata dalle notizie che giungevano da Vienna su un'insurrezione popolare nella capitale asburgica che aveva costretto il Cancelliere di Stato Metternich a dimettersi, una grande folla si raccolse in Piazza San Marco chiedendo la liberazione di Daniele Manin, Niccolò Tommaseo, e di altri patrioti arrestati a gennaio in seguito all'inasprimento della repressione austriaca contro i sospetti sovversivi. Il governatore della città, il conte ungherese Aloisio Palffy, preoccupato dalle notizie che giungevano da Vienna e impressionato dall'intensità della manifestazione, ordinò l'immediato rilascio dei detenuti.  Manin, ancora in parte ignaro dei fatti e delle ragioni per cui era stato liberato, in un discorso improvvisato affermò:
Durante il suo periodo di detenzione Manin, fino a quel momento fermo su posizioni moderate di lotta legale, era infatti giunto alla conclusione che il momento storico richiedesse un'azione insurrezionale come unico modo di garantire la libertà di Venezia. Questa analisi della situazione non era però condivisa né dal Tommaseo, convinto che una rivoluzione fosse prematura, né dagli altri amici e simpatizzanti di Manin. Il gruppo di persone che si raccoglieva intorno a Manin rappresentava uno dei due principali centri di attività cittadina. L'altro era quello legato alla congregazione municipale presieduta dal podestà Giovanni Correr (1798-1871). Costituita da membri dell'aristocrazia e dell'alta borghesia cittadina, la municipalità era ostile a qualunque soluzione insurrezionale ed era orientata a sfruttare il momento di crisi del governo austriaco per chiedere una costituzione e maggiori libertà.
La giornata proseguì con ulteriori scontri nel pomeriggio tra gruppi di manifestanti e soldati che causarono numerosi feriti.

### L'istituzione della guardia civica

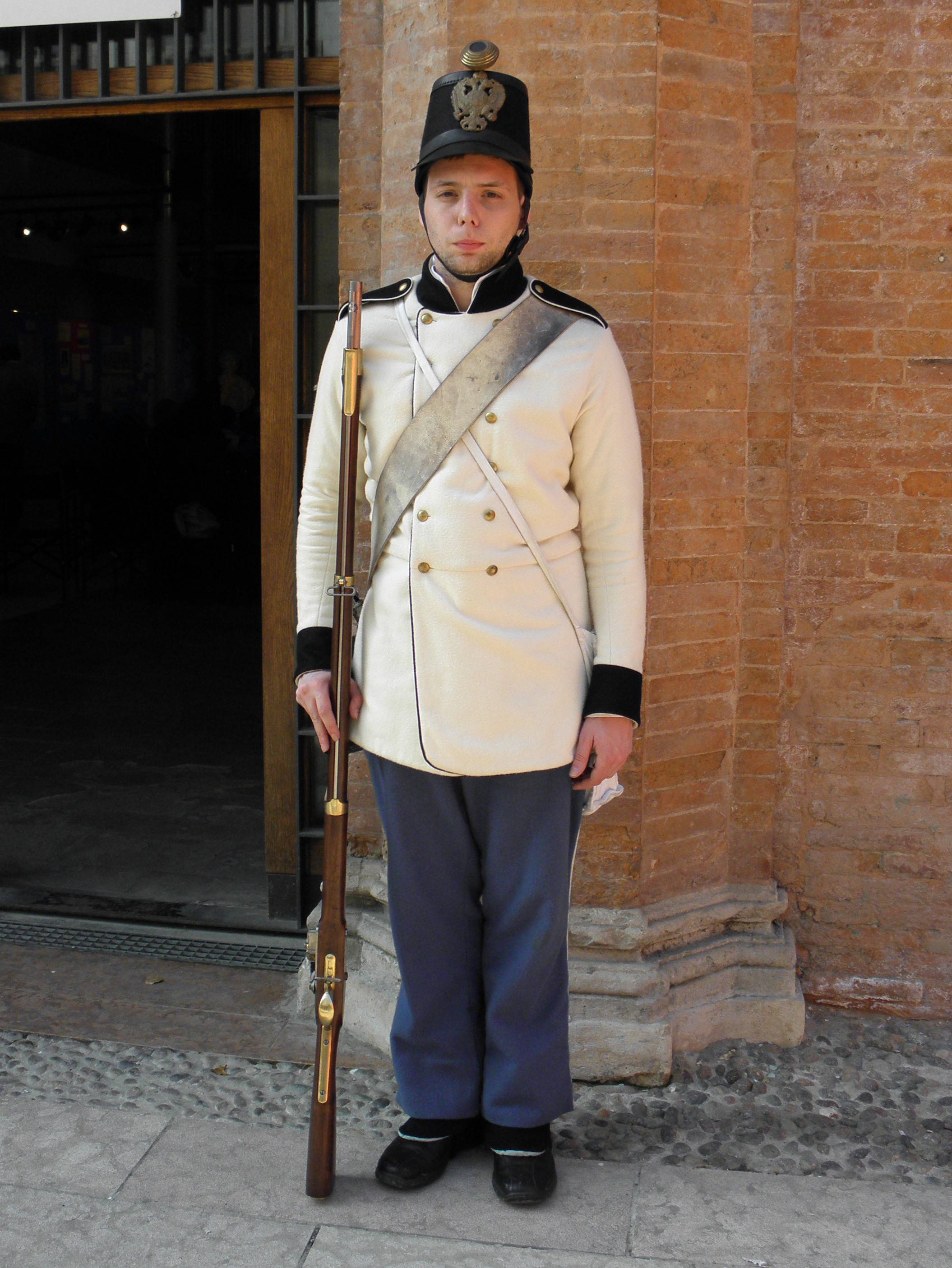
Uniforme dell'esercito imperiale austriaco attorno alla metà del 1800.

La mattina seguente un gruppo di soldati croati sparò su una folla di dimostranti che si era riunita in piazza San Marco causando la morte di otto persone e nove feriti.
A questo punto Manin apparve come la principale figura politica di riferimento a cui il governatore Palffy si rivolse per chiedere consiglio sul modo in cui garantire il mantenimento dell'ordine pubblico. Una delegazione guidata da Manin si recò dal governatore per chiedere l'immediata istituzione di una guardia civica, ossia di gruppi di cittadini armati da impiegare nel mantenimento dell'ordine pubblico.  Palffy però rifiutò tale proposta che avrebbe consentito la formazione di bande di veneziani armati su cui non avrebbe avuto controllo. Manin si rivolse allora alla municipalità che esercitò anch'essa pressioni sul governatore, preoccupata che la situazione in città potesse precipitare. Persino il patriarca di Venezia, il cardinale Jacopo Monico, forte sostenitore della casa d'Asburgo, appoggiò la proposta. Sotto queste pressioni Palffy, il pomeriggio del 18 marzo, acconsentì alla fine che duecento cittadini fossero armati nei due giorni seguenti e si mettessero al servizio del Municipio per il mantenimento dell'ordine pubblico. Si trattò di una fondamentale vittoria per Manin. Questi non vedeva nella guardia civica solo un'arma di difesa dell'ordine sociale contro eventuali eccessi "anarchici" delle classi meno abbienti, ma una condizione indispensabile per supportare un'eventuale azione insurrezionale. Confidava infatti, come poi effettivamente avvenne, che la guardia avrebbe appoggiato il suo progetto rivoluzionario e che i soldati italiani in forza all'esercito austriaco avrebbero solidarizzato con esso.

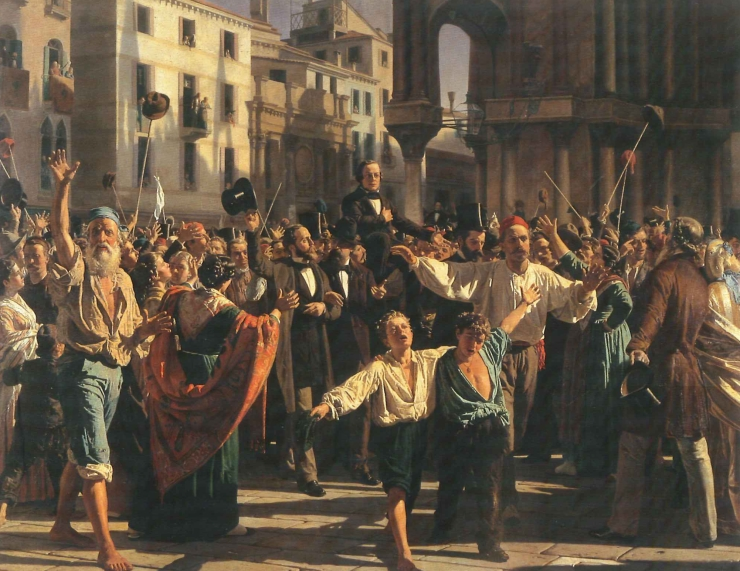
Daniele Manin e Niccolò Tommaseo dopo la loro liberazione dalle carceri austriache (particolare da un dipinto di Napoleone Nani del 1876).

### Il progetto insurrezionale di Manin
La stessa sera del 18 marzo, da Trieste giunse un proclama da Vienna (che era stato emanato il giorno 15), in cui si annunciava che in Lombardia e in Veneto sarebbero state concesse una carta costituzionale  e la libertà di stampa. Questa notizia fu accolta con grande giubilo sia da ampi strati della società veneziana, convinti che queste concessioni esaurissero gli obiettivi del movimento italiano, sia dagli austriaci che credettero svanita ogni ipotesi di insurrezione popolare. Il Palffy manifestò la sua soddisfazione per essere il primo governatore costituzionale della città e la sera gli austriaci vennero accolti con gli applausi dal pubblico del teatro La Fenice. Nei tre giorni seguenti, anche a causa della pioggia persistente che scoraggiò ulteriori dimostrazioni di piazza, la situazione sembrò tornare alla normalità e non vi furono eventi significativi.
Malgrado queste concessioni, Manin non intendeva seguire una linea moderata di collaborazione col governo austriaco, persuaso che ogni tentativo di compromesso fosse ormai impraticabile. Egli era convinto peraltro della necessità di prevenire una probabile azione repressiva che gli austriaci avrebbero potuto mettere in atto una volta ripreso il controllo della situazione. Decise quindi di organizzare al più presto un'insurrezione che avesse l'obbiettivo di cacciare gli austriaci e di proclamare la repubblica. A tale scopo aveva preso segretamente contatti con gli operai dell'Arsenale e con alcuni ufficiali della Marina Imperiale che in gran parte era costituita da italiani. Contando anche sull'appoggio della guardia civica, il piano era di occupare l'Arsenale e costringere gli austriaci, che a Venezia potevano contare su un solo reggimento, ad abbandonare la città. Era inoltre persuaso che, nonostante l'apparente calma, i veneziani non avessero dimenticato i fatti sanguinosi del giorno 18. Il 21 marzo, inoltre, cominciarono ad arrivare le prime informazioni precise sulla insurrezione di Milano e si diffuse in città la falsa notizia che gli austriaci volessero bombardare Venezia.

### La capitolazione austriaca e la proclamazione della Repubblica

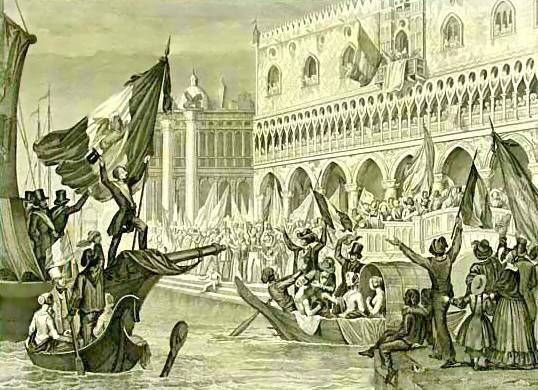
La proclamazione della Repubblica di San Marco.

La mattina del 22 marzo gli operai dell'Arsenale uccisero a sprangate il conte Giovanni Marinovich, odiato  comandante dell'Arsenale. Manin, confortato anche dalle notizie che giungevano da Milano, comprese che era giunto il momento di agire e, tempestivamente, a capo di un gruppo di amici e di molti membri della guardia civica, occupò senza sforzo l'Arsenale. Nel frattempo all'esterno cominciarono ad affluire soldati del reggimento Wimpffen e fanti della marina. Ma i molti veneti in forza all'esercito austriaco si rifiutarono di aprire il fuoco contro le guardie civiche e si ammutinarono. Manin costrinse il viceammiraglio Antonio Stefano Martini, ispettore generale dell'Arsenale, a consegnare le chiavi dei depositi di armi. In questo modo gli arsenalotti e molti cittadini accorsi sul luogo furono tempestivamente armati.
Frattanto altri gruppi di guardie civiche occuparono la sede della guardia austriaca in piazza San Marco (presidiata da soldati italiani che non opposero resistenza) e l'ingresso del palazzo del governo.

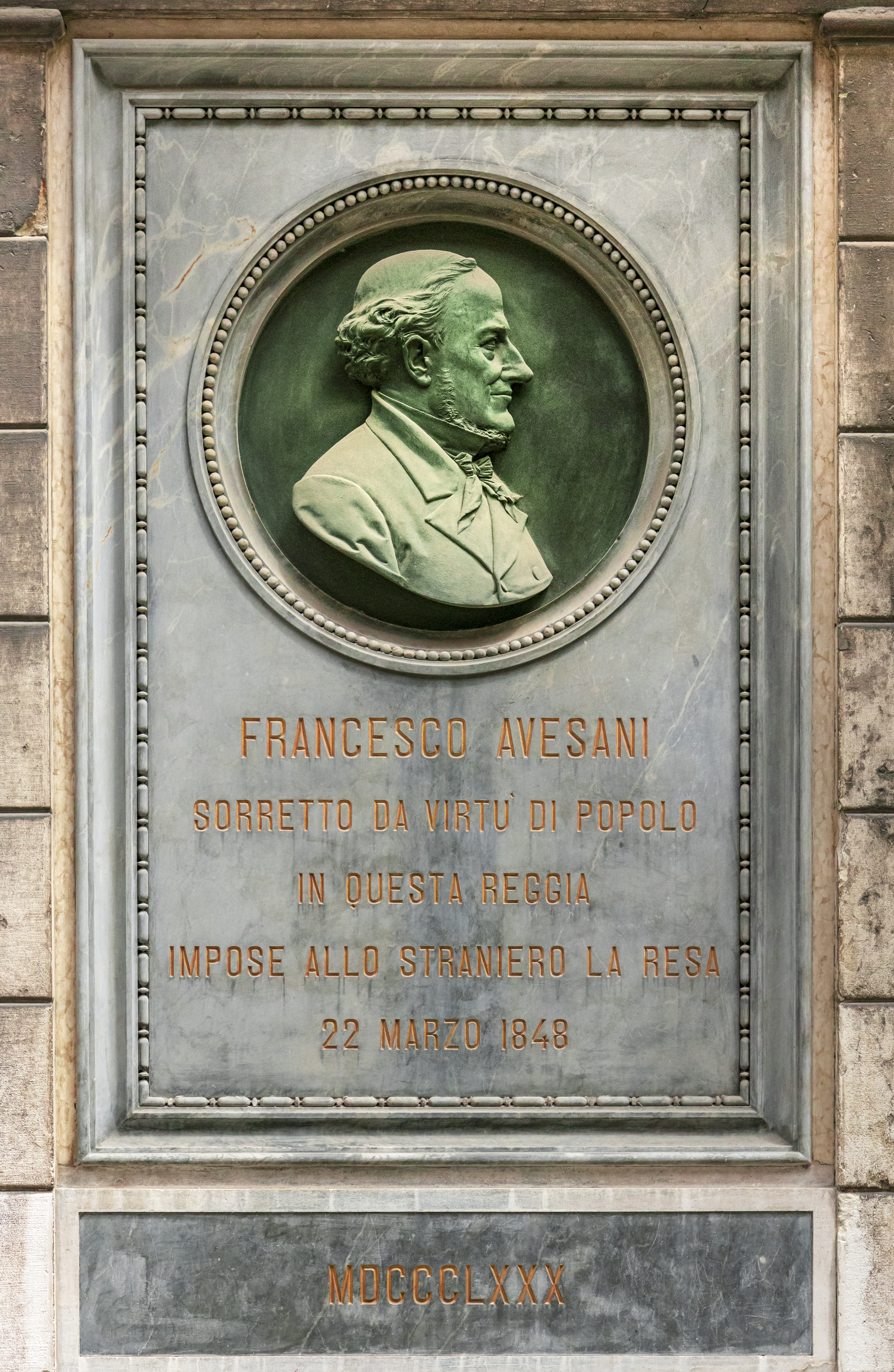
Targa dedicata all'avvocato Giovanni Francesco Avesani in Calle Larga de l'Ascension. Questi, il pomeriggio del 22 marzo 1848, convinse il governatore militare di Venezia, il conte Ferdinànd Zichy, a firmare la capitolazione degli austriaci e ad abbandonare la città. Si pose così a capo del governo provvisorio di Venezia, ma il giorno seguente fu costretto a cederne la guida a Daniele Manin.

Raggiunti dalle notizie di quanto stava accadendo i membri della Municipalità decisero di inviare una delegazione, guidata dall'avvocato Giovanni Francesco Avesani, al palazzo del governatore. Avesani chiese a gran voce che Palffy rimettesse i suoi poteri alla municipalità. Questo allo scopo sia di evitare ulteriori conflitti che avrebbero potuto ulteriormente alimentare la rivoluzione in corso, sia in un estremo tentativo di impedire che Manin proclamasse la Repubblica. Palffy a questo punto decise di rimettere il potere decisionale nelle mani del governatore militare, il tenente colonnello conte Ferdinánd Zichy, il quale alle ore 18 del 22 marzo firmò la capitolazione che prevedeva che le truppe straniere (circa 3000 uomini) avrebbero abbandonato pacificamente la città, senza dover consegnare le armi, mentre i soldati italiani in forza all'esercito imperiale (all'incirca altri 3000 uomini) sarebbero rimasti. La flotta navale, le fortezze della laguna, e tutti gli equipaggiamenti militari in esse presenti, restavano nelle mani del città.
Poco prima Manin aveva tenuto un discorso in piazza San Marco in cui aveva affermato:
Quella stessa sera si insediò un governo provvisorio, composto da soli membri della Municipalità, guidato da Avesani. Da questo governo Manin era stato escluso poiché giudicato su posizioni troppo radicali. Tuttavia la notizia di tale esclusione causò l'immediata e imponente protesta popolare sicché già il giorno seguente, il 23 marzo, si ebbe un nuovo governo provvisorio guidato da Manin e così composto: Daniele Manin (Presidente e Affari Esteri); Nicolò Tommaseo (Istruzione e Culto); Jacopo Castelli (Giustizia); Francesco Camerata (Finanze); Francesco Solera (Guerra); Antonio Paulucci (Marina); Pietro Paleocapa (Costruzioni); Leone Pincherle (Commercio); Carlo Trolli (Interno); Angelo Toffoli (Ministro senza portafoglio) Si trattava di un esecutivo di matrice decisamente liberalmoderata, estranea a posizioni mazziniane.
La nuova Repubblica di San Marco richiamava nel nome l'antica Serenissima, scomparsa mezzo secolo prima.

### I primi provvedimenti della Repubblica
Durante i primi giorni della neonata Repubblica Manin si trovò a dover fronteggiare il gravoso problema del rapporto tra le varie classi sociali veneziane. La rivoluzione era stata di fatto appoggiata soprattutto dai militari e dalla classe lavoratrice, mentre il grosso della borghesia e della nobiltà cittadina fu, con tutta probabilità, ostile al progetto insurrezionale.
Manin intendeva in primo luogo rassicurare la borghesia cittadina sulla natura moderata del governo e sul mantenimento dell'ordine sociale. Proprio questa esigenza aveva dettato la scelta dei membri dell'esecutivo composto da soli membri della borghesia moderata e da cui erano state escluse le componenti che avevano avuto un ruolo attivo nella insurrezione.  Anche i primi provvedimenti del governo ne sottolinearono la natura sostanzialmente borghese. Vennero proclamate la libertà di stampa, l'uguaglianza di tutti i cittadini di fronte alla legge, e l'indipendenza dell'amministrazione della giustizia. Con un decreto del 27 marzo furono inoltre escluse dalla guardia civica le componenti più popolari.
Da un punto di vista economico vennero elargiti aiuti ai piccoli mercanti che si trovarono penalizzati dalla rivoluzione. Fu inoltre decretato che i presidenti delle camere di commercio del Veneto venissero eletti dai membri delle stesse e non fossero più funzionari governativi. Furono aboliti i dazi sul cotone e sui manufatti in cotone come primo passo in vista di una liberalizzazione dei rapporti commerciali.
Sull'altro fronte d'innanzi alle forti agitazioni sociali il governo fu costretto a fare numerose concessioni alle classi lavoratrici. Agli arsenalotti che avevano contribuito in maniera decisiva all'azione insurrezionale, venne elargito un compenso economico. Venne inoltre concesso che formassero una loro guardia all'interno dell'Arsenale.
Vennero fatti sgravi fiscali su attività come la pesca e aumenti salariali per i netturbini. Il prezzo del sale venne diminuito di un terzo. Furono inoltre restituiti oltre centomila oggetti depositati nel Monte di pietà.
La Repubblica coniò anche alcune monete.

### La rivolta nelle province

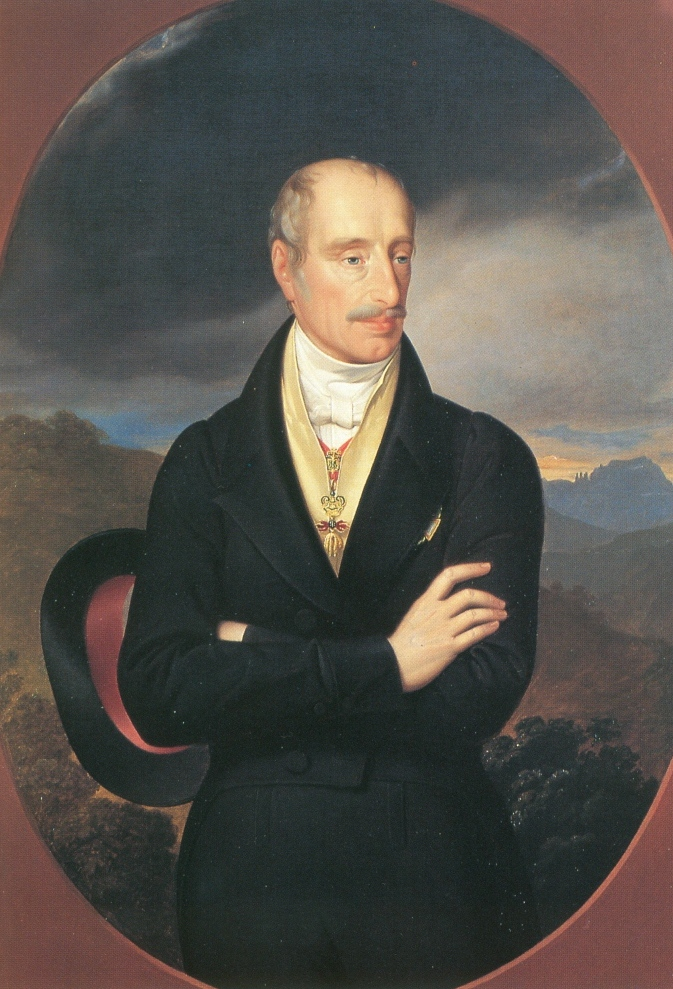
Il viceré del Regno Lombardo-Veneto Ranieri Giuseppe d'Asburgo-Lorena.

I fatti di Venezia ebbero subito larga eco in tutto il Veneto. Anche nella terraferma, si vennero così a creare due diverse fazioni tra coloro che volevano evitare il conflitto con gli austriaci, e che ritenevano soddisfacente la concessione della costituzione, e coloro che erano pronti a dar battaglia per cacciare lo straniero. Del primo gruppo facevano parte i membri delle municipalità delle principali città venete, appartenenti tutti alla aristocrazia e alle fasce più ricche della borghesia, spesso con anni di fedele servizio presso le istituzioni austriache. Queste, preoccupate che la situazione potesse degenerare, si affrettarono ad istituire guardie civiche conformandosi al decreto del viceré del Lombardo-Veneto Giuseppe Ranieri, emanato il 19 marzo, che ne autorizzava la istituzione. Queste guardie avevano il principale scopo di assicurare le proprietà delle classi più ricche da possibili attacchi delle classi meno abbienti. Per tale ragione si fece in modo che fossero numericamente limitate e costituite solo da cittadini "scelti", per lo più possidenti, commercianti e professionisti. Anche nelle campagne si istituirono guardie civiche, ma queste avevano un carattere più popolare ed erano spesso numericamente più consistenti. Alla guida di tali guardie si trovavano sovente uomini della stessa municipalità e addirittura membri del clero rurale. Questa diversa natura dei due corpi rispecchiava la radicata ostilità verso gli austriaci delle zone rurali, sottoposte dal governo di Vienna ad una forte pressione fiscale. La causa nazionale si intrecciava in tali zone con la speranza di abbassamento del carico fiscale e di migliori condizioni economiche.
Tuttavia la repentina rivoluzione veneziana e lo stato di sbandamento in cui si trovò l'esercito austriaco fecero sì che quasi ovunque nelle province le autorità civili e militari austriache seguissero l'esempio di Palffy e Zichy a Venezia e abbandonassero le città senza che vi fu necessità di conflitti a fuoco. Anche nelle province si vennero così a formare dei governi provvisori che, immediatamente, inviarono i loro emissari a Venezia. L'atteggiamento di questi governi nei confronti della repubblica veneziana fu tuttavia da subito molto diffidente, sia per via della forma di governo repubblicana assunta; sia per il timore che la città lagunare volesse tornare al suo antico isolazionismo, tradendo così la causa italiana; sia per il ricordo, ancora vivo, dell'antico dominio della vecchia Repubblica di Venezia sulle città della terraferma. Comunque già il 24 marzo Manin invitò formalmente le province a far parte della neonata repubblica. Per rassicurare i membri dei governi egli scrisse:
Gli emissari dei vari governi giunti a Venezia poterono inoltre constatare la natura moderata degli esponenti della nuova Repubblica e furono ulteriormente rassicurati sull'atteggiamento che questa intendeva perseguire nei confronti delle province e sull'appoggio alla causa della unità nazionale. Per assicurarsi inoltre l'appoggio del popolo Manin fece seguire due decreti con i quali aboliva la tassa personale e riduceva di un terzo l'imposta sul sale. Questi decreti destarono grande entusiasmo in tutto il Veneto. Così tra il 24 e il 29 marzo Treviso, Padova, Belluno, Rovigo, Udine e Vicenza aderirono alla Repubblica.

## L'inizio della prima guerra d'indipendenza italiana e l'annessione al Regno di Sardegna (marzo-luglio 1848)

### La operazioni militari del Regno di Sardegna

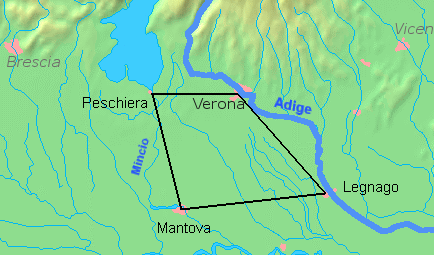
Le Fortezze del Quadrilatero, nucleo difensivo dell'esercito austriaco nel Lombardo-Veneto.

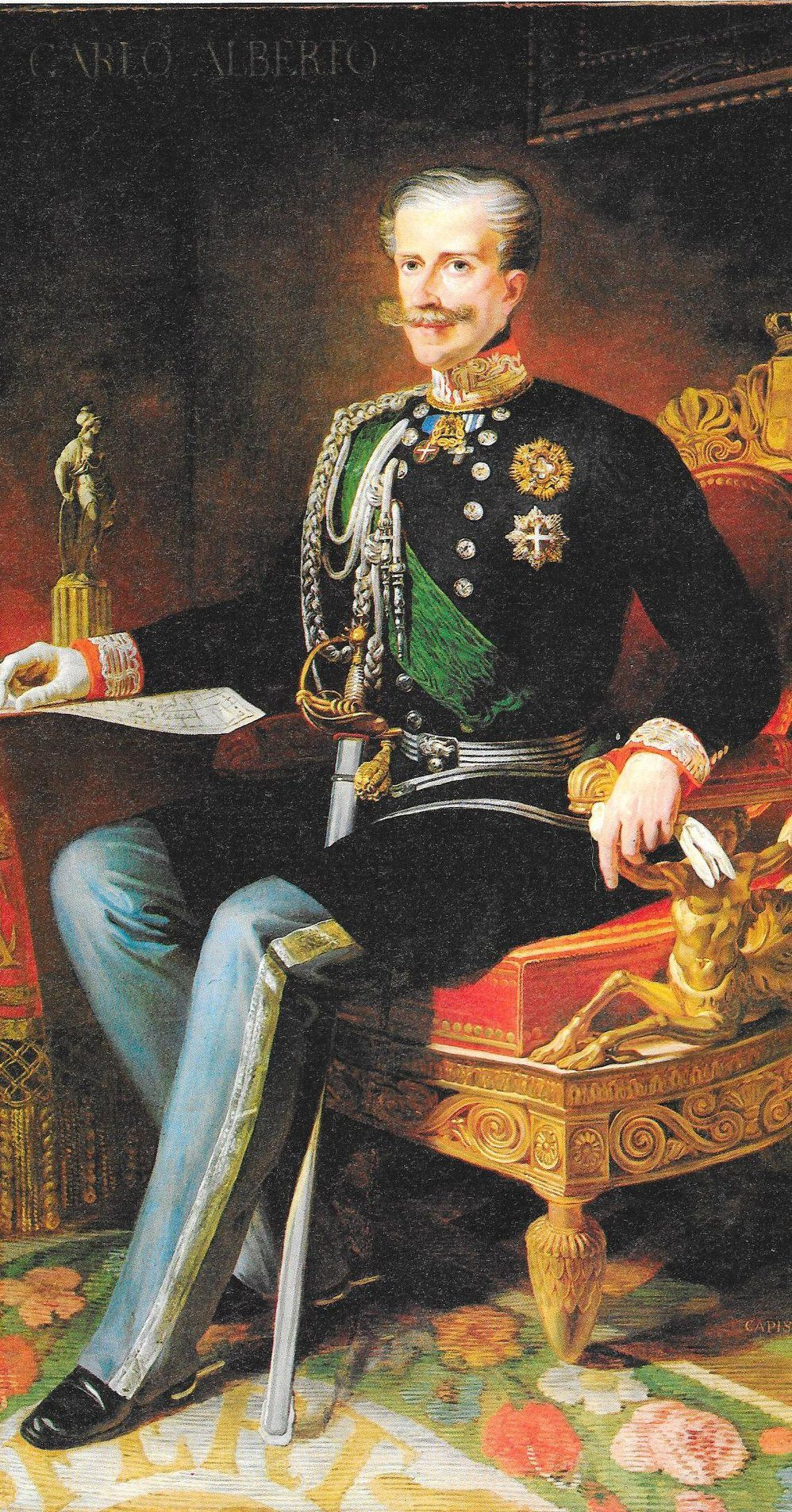
Re Carlo Alberto di Savoia dichiarò guerra all'Austria il 23 marzo 1848.

Le insurrezioni contemporanee di Venezia e, soprattutto, di Milano avevano costretto l'esercito austriaco, comandato dal feldmaresciallo Josef Radetzky, a ripiegare verso le Fortezze del Quadrilatero, un sistema difensivo a forma di quadrilatero ai cui vertici si trovavano le fortezze di Peschiera del Garda, Mantova, Legnago e Verona, comprese fra il Mincio, il Po, e l'Adige.
Il 23 marzo 1848, all'indomani della cacciata degli austriaci da Venezia e Milano, re Carlo Alberto di Savoia, dopo lunghi ripensamenti dichiarò guerra all'Austria. Aveva così inizio la prima guerra d'indipendenza italiana. La decisione fu presa dal re sotto la pressione dell'opinione pubblica, e a seguito dell'arrivo a Torino, la sera del 23 marzo, del conte Enrico Martini, che dopo aver comunicato l'esito vittorioso delle cinque giornate di Milano consegnò al Re la richiesta d'aiuto del neonato governo provvisorio di Milano. Una rivolta nata dal popolo e alimentata in maniera consistente da componenti democratiche e repubblicane faceva nascere una guerra regia che si sarebbe sviluppata in parallelo. E proprio la volontà di scongiurare sul nascere una svolta in senso repubblicano delle agitazioni lombarde e venete fu indubbiamente una delle ragioni che indusse al fine il Piemonte ad intervenire contro l'Austria.
Nonostante la diffidenza di alcuni democratici intransigenti, tra cui il milanese Carlo Cattaneo, la decisione del Piemonte di entrare in guerra suscitò in tutta Italia un'ondata di entusiasmo che spinse migliaia di volontari da ogni parte della penisola a raggiungere il Veneto e la Lombardia per appoggiare la causa italiana.

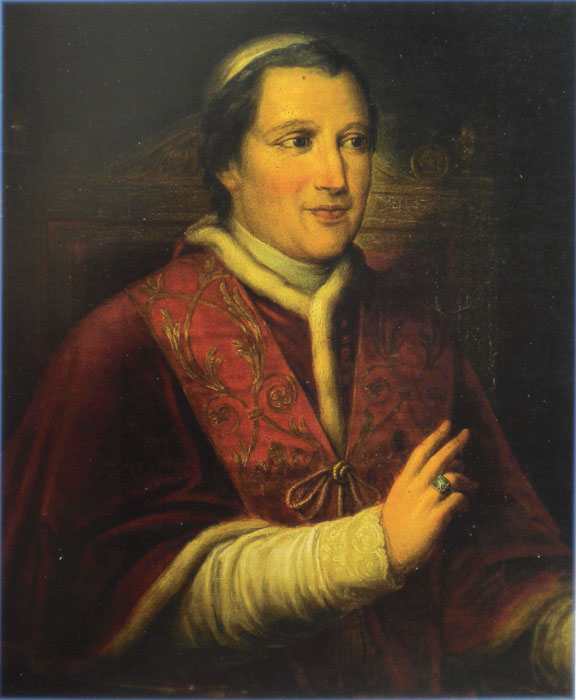
Papa Pio IX. Con l'allocuzione Non semel del 29 aprile 1848 ritirò il suo appoggio alla coalizione italiana.

Anche la solidarietà degli altri Stati italiani non tardò ad arrivare. Il Granducato di Toscana, guidato da un governo moderatamente liberale presieduto da Cosimo Ridolfi,  inviò verso la Lombardia un contingente di circa 7000 uomini, tra cui molti volontari. Anche lo Stato pontificio acconsentì all'arruolamento dei volontari e inviò un cospicuo contingente al comando del generale Giovanni Durando e una seconda divisione al comando del generale Andrea Ferrari. Ma l'aiuto più consistente sarebbe stato dato dal re di Napoli Ferdinando II di Borbone che inviò circa 16.000 uomini verso il Veneto al comando del generale Guglielmo Pepe oltre ad una squadra navale in difesa di Venezia.
Ma l'illusione di una guerra di liberazione nazionale durò poco. I vari sovrani iniziarono presto a temere che un'eventuale sconfitta degli austriaci avrebbe al fine avvantaggiato solo il Piemonte che avrebbe potuto assumere una posizione egemone sulla penisola. Particolarmente imbarazzante era poi la posizione di Pio IX che si ritrovava in conflitto contro una grande potenza cattolica. Il 29 aprile il papa fece un'improvvisa retromarcia e con una allocuzione annunciò il ritiro delle sue truppe. Pochi giorni dopo anche il granduca Leopoldo II di Toscana ritirò il suo appoggio. A metà maggio fu la volta di Ferdinando di Borbone.
Agli ordini di ritiro delle truppe da parte dei propri Stati seguirono però molte diserzioni. Tra queste quelle dei generali pontifici Durando e Ferrari, e quella del generale napoletano Guglielmo Pepe. Le truppe pontificie disobbedirono al Papa e si ritrovarono, quasi intatte, a difendere il Veneto dalla controffensiva austriaca. Quelle napoletane, invece, obbedirono al loro Re e tornarono quasi tutte indietro. Solo alcuni reparti rimasero in Italia settentrionale e si batterono al fianco dei piemontesi e dei veneti.
A peggiorare le cose vi fu la condotta negligente della guerra da parte di re Carlo Alberto. Questi si mosse in maniera lenta e poco organizzata non inseguendo tempestivamente gli austriaci nel momento di difficoltà e lasciando loro il tempo di riorganizzarsi. Il Re si mostrò più preoccupato di procedere a frettolose annessioni dei territori liberati che a proseguire con le operazioni militari. Inoltre la paura della rivoluzione repubblicana e la diffidenza verso i governi di Milano e Venezia lo indussero ad utilizzare poco e male l'apporto dei volontari.

### La questione dell'annessione al Regno di Sardegna

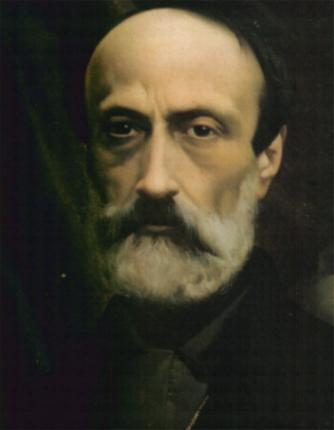
Giuseppe Mazzini. Durante i fatti del 1848 antepose la causa dell'indipendenza nazionale a quella per la repubblica.

L'ingresso in guerra del Regno di Sardegna animato dalla volontà di annettere il lombardo-veneto e creare un unico Regno dell'Alta Italia, poneva il gravoso problema di come i governi provvisori delle varie città che si erano liberate, in parte o del tutto, dalla occupazione austriaca senza l'aiuto dell'esercito piemontese dovessero ora comportarsi nei confronti di Carlo Alberto. La questione suscitò un animato dibattito reso ancor più complesso dalle molteplici, e spesso inconciliabili, posizioni su cui si trovavano molti dei protagonisti delle rivolte. Vi erano, ad esempio, repubblicani intransigenti, come i milanesi Cattaneo e Giuseppe Ferrari, che mal guardavano all'intervento regio. Ma anche repubblicani, come Mazzini o Garibaldi, che erano, almeno temporaneamente, disposti ad appoggiare Carlo Alberto anteponendo la lotta per l'indipendenza nazionale a quella per la repubblica. C'erano poi le posizioni dei moderati in maggior parte favorevoli all'annessione.
Sul governo provvisorio milanese, composto prevalentemente da moderati, si esercitarono subito le pressioni in senso annessionista dei piemontesi. Queste indussero il governo, che inizialmente cercò di prendere tempo, a indire, con un proclama annunciato il 12 maggio, un plebiscito tra tutti i cittadini maschi maggiorenni per decidere sulla fusione al Regno di Sardegna. I risultati del plebiscito, comunicati l'8 giugno, diedero esito positivo.

### La posizione di Manin sull'annessione

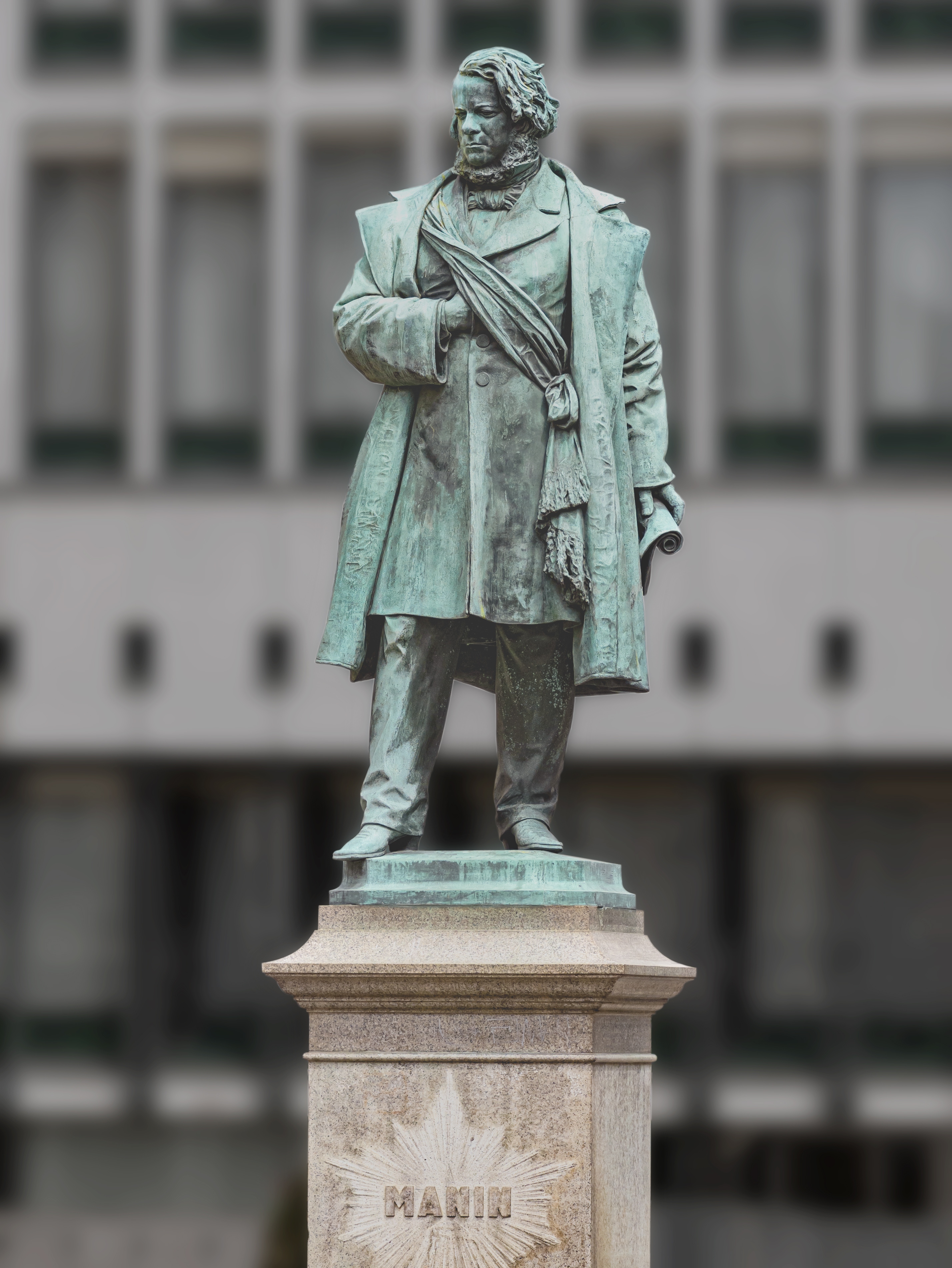
Monumento dedicato a Daniele Manin, realizzato nel 1875 da Luigi Borro, sito in Campo Manin a Venezia.

La questione dell'annessione al Regno di Sardegna si poneva a Venezia in termini alquanto diversi da Milano. Il moto insurrezionale veneziano aveva infatti portato immediatamente alla proclamazione della repubblica. Inoltre vi fu nel Veneto un contrasto tra Venezia e le città di provincia assai più acuto che in Lombardia. Ciò anche perché il governo veneziano disilluse in gran parte le promesse fatte al momento di annettere le altre province venete. Manin si era convinto che la causa nazionale dovesse essere anteposta a quella per la repubblica. Assunse così un atteggiamento in parte ambiguo: non rinnegò la scelta repubblicana, che tanti malumori aveva suscitato nel governo milanese oltre che, naturalmente, in Piemonte, ma non si sforzò neppure di rafforzarla. Ritenne invece opportuno, per non compromettere l'unità delle forze nazionali in funzione antiaustriaca, allinearsi all'atteggiamento assunto dal governo milanese: qualunque decisione sulla forma di governo da assumere e sulle modalità di amministrazione del potere sarebbero state prese solo a guerra finita. Decise così di rinviare la promessa assemblea costituente delle province venete sostituendola temporaneamente con una semplice consulta che avrebbe avuto solo poteri consultivi. Questa decisione creò molti malumori tra le città di provincia restie ad allinearsi all'atteggiamento attendista assunto da Manin. Esse si mostrarono, fin dai primi di aprile, propense all'immediata fusione col Piemonte e a legare il proprio destino a quello della Lombardia. Questo anche per via del fatto che in Veneto la controffensiva austriaca non tardò ad arrivare e molte città furono in tutto o in parte rioccupate. Questa situazione di estremo pericolo minacciava nell'immediato più le città della terraferma che Venezia e queste dunque speravano in una rapida fusione con i sabaudi che avrebbe loro garantito, così credevano, un più rapido appoggio da parte di questi.

### L'annessione delle province

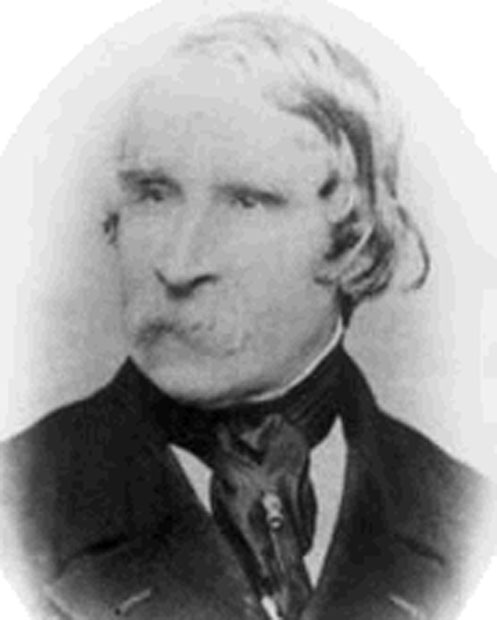
Giovanni Cittadella. Fu inviato da Manin come ambasciatore presso il comando piemontese.

Il governo di Venezia aveva subito preso contatti sia con quello di Milano, inviandovi l'avvocato Giuseppe Calucci, sia con il comando piemontese attraverso il conte Giovanni Cittadella e l'avvocato Bartolomeo Benvenuti. Già ad aprile il governo milanese aveva proposto a quello veneziano di preparare la convocazione di un'unica assemblea costituente lombardo-veneta. La proposta aveva suscitato vivaci discussioni e il Manin e il Tommaseo si dichiararono contrari. Si decise allora di riunire separatamente l'assemblea veneta per prendere una decisione sulla fusione con la Lombardia e se questa avesse espresso parere favorevole si sarebbe allora proceduti a convocare un'assemblea unica. Ma i rappresentanti dei comuni di Padova, Treviso, Belluno, Vicenza e Rovigo, allarmati per l'avanzare austriaco in territorio veneto, in una riunione tenutasi a Padova il 26 aprile, giudicarono inopportuna una procedura così lenta e macchinosa, e decisero di accettare la proposta milanese e invitarono Venezia a fare altrettanto. Il governo veneziano allora, nonostante l'opposizione di Manin, decise di accettare la convocazione di un'assemblea comune comunicando questa delibera al governo milanese e a re Carlo Alberto l'11 maggio. Ma proprio il giorno successivo il governo milanese decideva infine per l'istituzione del plebiscito sull'annessione al Regno di Sardegna rendendo di fatto priva di valore la decisione sull'assemblea unica. Nei giorni seguenti anche i comitati delle altre province venete (tranne Belluno che era stata nel frattempo rioccupata dagli austriaci), decisero di indire plebisciti analoghi sull'annessione che diedero tutti esiti positivi. Il 3 giugno il governo veneziano decise di convocare un'assemblea dei deputati della provincia di Venezia, da eleggersi a suffragio universale maschile, per il giorno 18 in cui decidere sulle sorti della città.

### L'annessione di Venezia

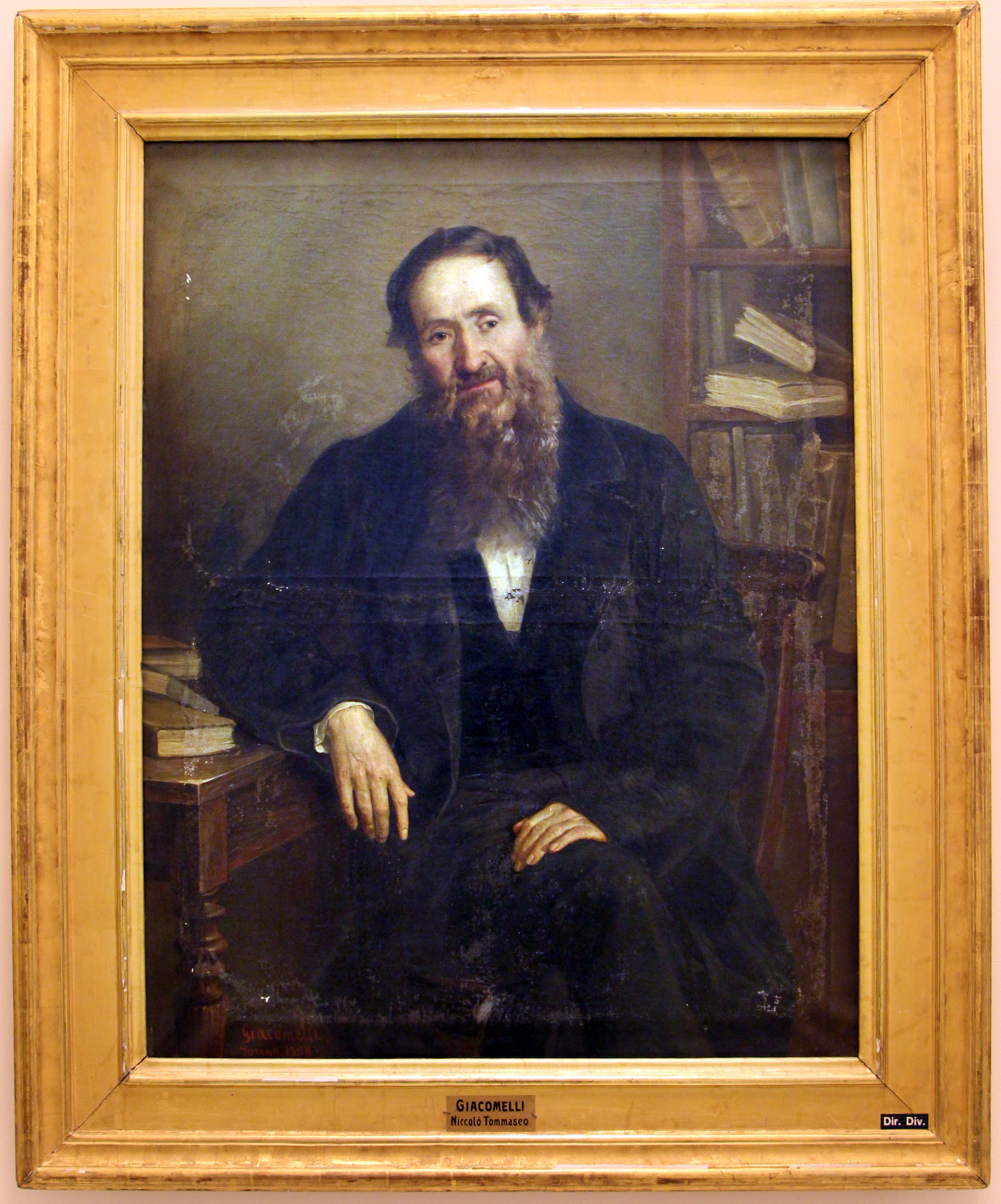
Niccolò Tommaseo ritratto da Vincenzo Giacomelli.

Nel frattempo però l'Austria stava riconquistando le città della terraferma suscitando un clima di grande agitazione e incertezza. Alla metà di giugno con le capitolazioni di Vicenza, Padova e Treviso, il Veneto era tornato di fatto sotto il dominio austriaco. Oltre a Venezia le uniche sacche di resistenza restavano le fortezze di Palmanova e Osoppo. Per questa ragione l'assemblea fu al fine posticipata al 3 luglio. Questo clima aveva fatto sì che il partito fusionista fosse ormai diventato prevalente anche fra i repubblicani, convinti al fine che solo l'annessione avrebbe potuto garantire il pieno sostegno alla città da parte delle truppe di Carlo Alberto. Contro la fusione si espresse il Tommaseo che fu il primo a prendere la parola:

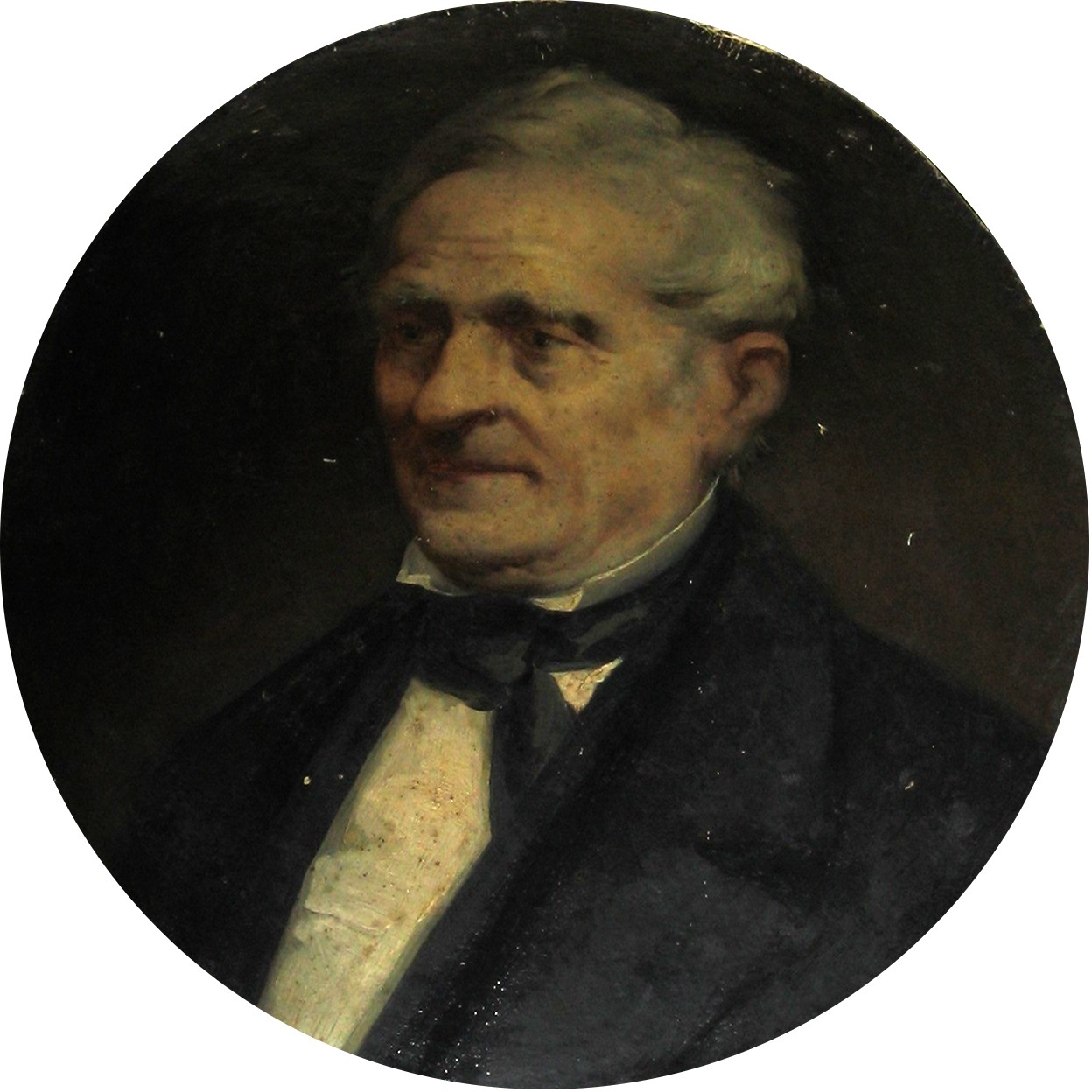
Pietro Paleocapa.

Dopo di lui parlarono a favore Pietro Paleocapa e Giovanni Francesco Avesani. Ormai l'orientamento dell'assemblea era chiaro tanto che non fu neppure concesso al Tommaseo di sviluppare ulteriormente le sue tesi contrarie, che pubblicò in secondo momento in opuscolo. Prese dunque la parola Manin il quale chiese ai repubblicani di sacrificare, almeno temporaneamente, i propri principi per la causa dell'indipendenza e dell'unità degli italiani:

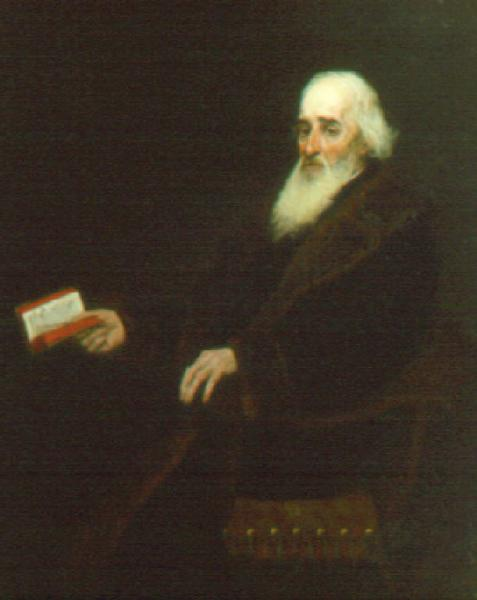
Il conte Leopardo Martinengo ritratto da Modesto Faustini.

Il 4 luglio l'assemblea approvò dunque l'annessione della repubblica al regno di Sardegna con 127 voti favorevoli e soltanto 6 contrari in base alla seguente deliberazione proposta da Jacopo Castelli:
L'ultima parte della delibera, in cui si afferma di voler legare il proprio destino a quello della Lombardia, rivela la preoccupazione, certamente fondata, che il Piemonte potesse chiedere un trattato di pace con l'Austria barattando Venezia e il Veneto con la Lombardia.
Si procedette allora anche alla nomina di un nuovo governo. Manin, che fu eletto a grande maggioranza come presidente, rifiutò l'incarico. Venne allora nominato Jacopo Castelli. Gli altri membri dell'esecutivo furono Francesco Camarata, Giovanni Battista Cavedalis, Leopardo Martinengo, Pietro Paleocapa, Giuseppe Reale. Questi ultimi due furono inviati a Torino per trattare le modalità dell'annessione. Il parlamento piemontese accettò la fusione con le stesse modalità con cui, il 28 giugno, era stata approvata la fusione della Lombardia e delle province di Padova, Treviso, Vicenza e Rovigo: Venezia avrebbe fatto parte di una consulta veneta composta da due delegati per ognuna delle province annesse.

## Gli sviluppi della guerra nel Veneto (aprile-giugno 1848)

### La battaglia Montebello e di Sorio

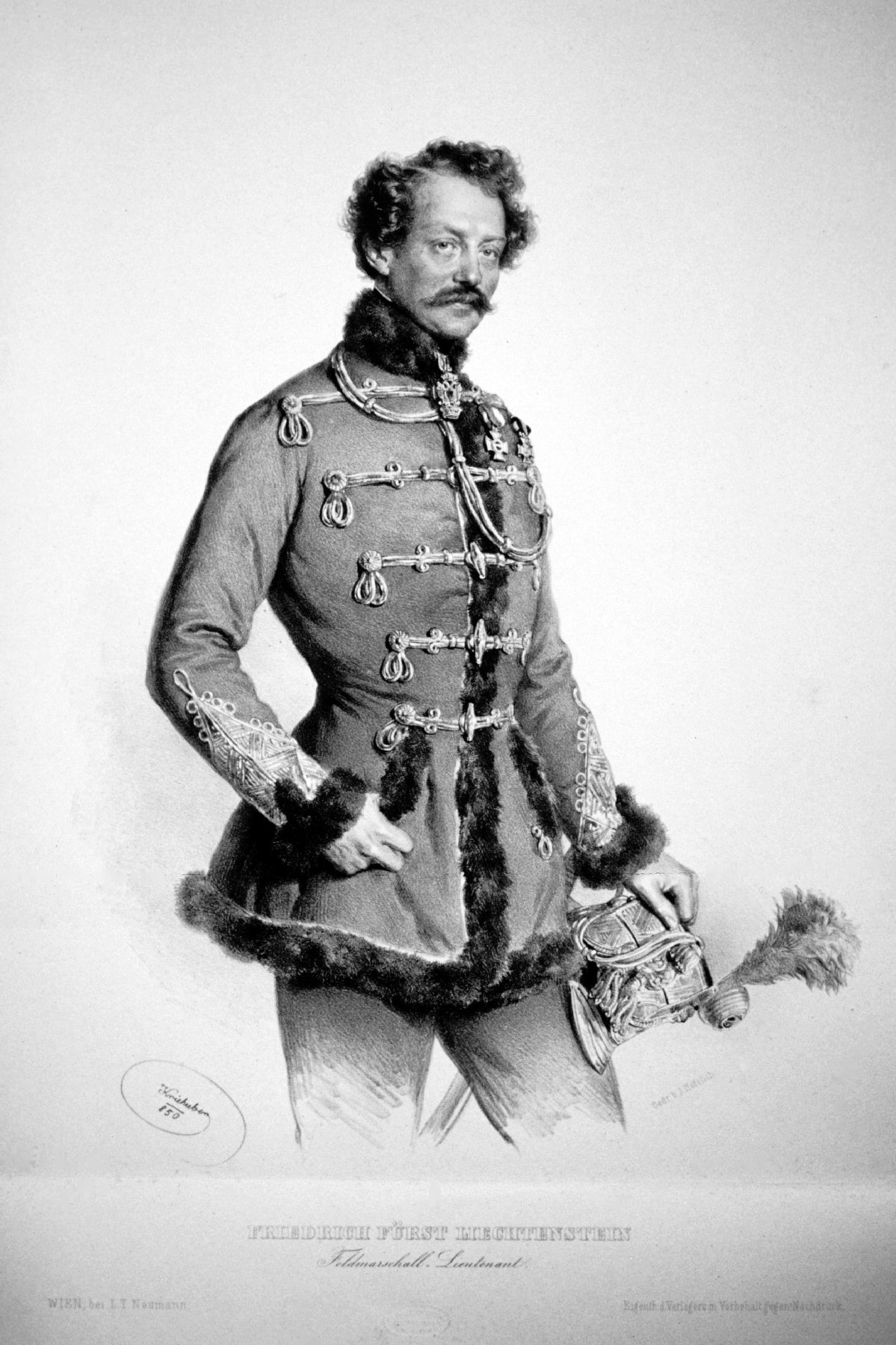
Il generale Friedrich von Liechtenstein.

Il primo scontro armato tra veneziani e austriaci dopo la rivoluzione ebbe luogo l'8 aprile in una regione a ovest di Vicenza. All'ex ufficiale napoleonico Marco Sanfermo fu affidato il compito di riunire vari gruppi di volontari formatesi in Veneto durante la rivoluzione e di dirigersi con questi verso il Friuli. Questi però, ritenendo improbabile una controffensiva austriaca dal Friuli, decise di dirigersi verso Verona dove erano assediate le truppe del feldmaresciallo Radetzky.
Sanfermo giunse a Vicenza al comando di poco più di 2000 uomini mal equipaggiati. Qui si lasciò persuadere dall'entusiasmo dei suoi uomini ad avanzare verso Verona per garantirsi il controllo della zona tra i monti Lessini e i Colli Berici. Il 7 aprile, in una regione tra i comuni di Sorio e Montebello Vicentino, incrociarono un contingente di circa 3000 soldati austriaci al comando del generale Friedrich von Liechtenstein usciti in ricognizione dalla fortezza di Verona. Il primo scontro avvenne la sera stessa e i gruppi di volontari ressero bene all'attacco degli austriaci.  Ma il giorno seguente i veneti furono aggirati e, presi dal panico, si dettero ad una disordinata ritirata.
Benché la battaglia di Sorio e Montebello fu cosa di poco conto (tra i volontari vi furono una ventina di morti), essa ebbe tuttavia un forte impatto psicologico poiché rappresentò il primo successo degli austriaci dopo una lunga serie di sconfitte.

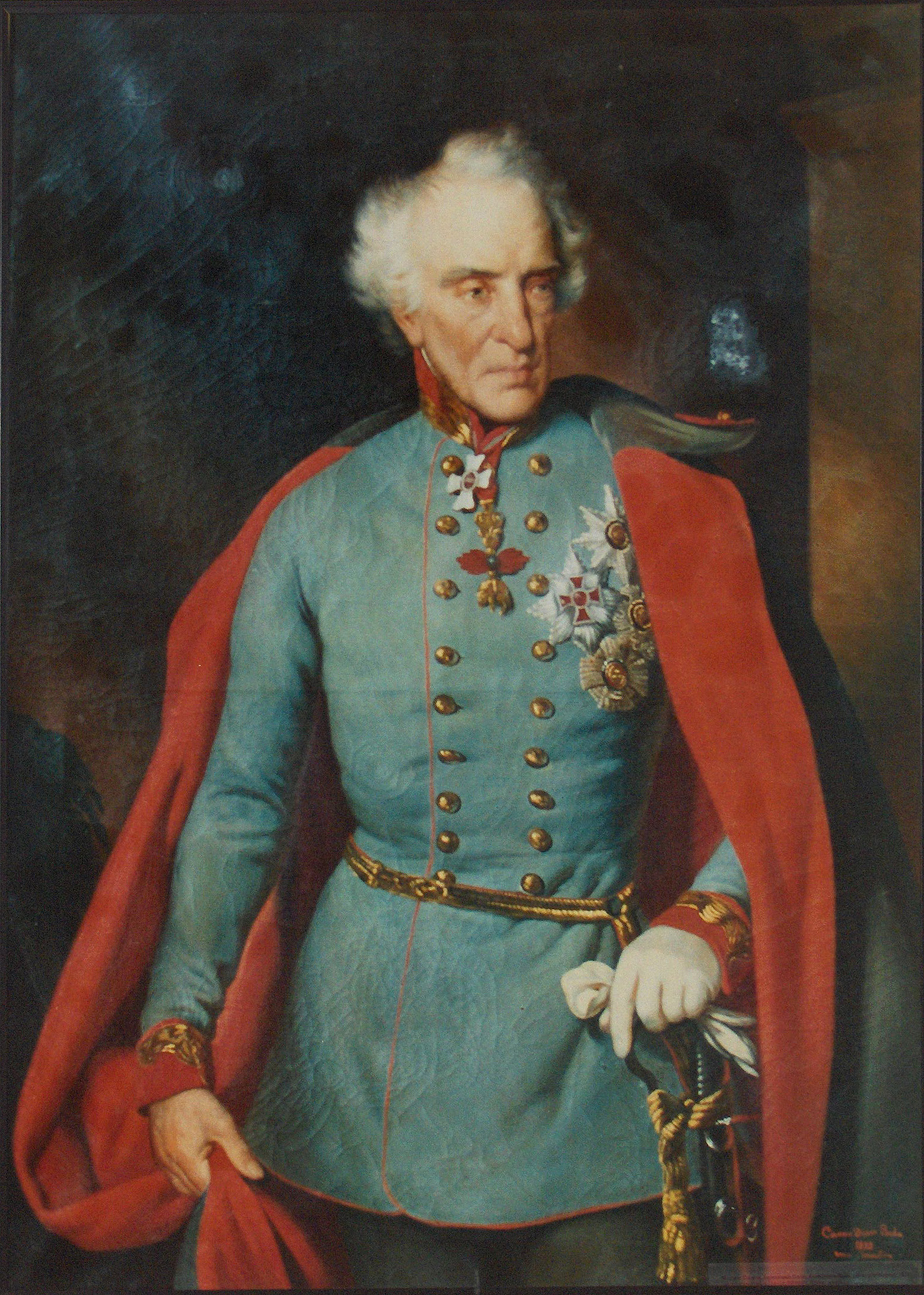
Il generale Laval Nugent von Westmeath.

### L'inizio della controffensiva austriaca
All'indomani della rivolta delle città venete le truppe austriache che si erano arrese si raccolsero a Trieste. Queste furono immediatamente riorganizzate sotto la guida dell'esperto generale Laval Nugent. Questi, anche grazie ad una tempestiva campagna di arruolamento, riuscì presto a disporre di un cospicuo contingente di oltre 11.000 uomini. Compito del generale era quello di attraversare il Veneto per ricongiungere le sue truppe con quelle del feldmaresciallo Radetzky assediate a Verona.
Raggiunta Gorizia Nugent volse le sue truppe verso Udine. Sorpresi dalla tempestività della controffensiva austriaca e a causa di una lunga catena di errori e incomprensioni le città venete non seppero opporre un'adeguata resistenza. Già il 22 aprile, dopo aver bombardato la città, Nugent costrinse Udine alla capitolazione.

### Gli errori del governo veneziano
Alla fine di marzo, con le numerose rivolte scoppiate all'interno dell'impero e con la discesa in campo dell'esercito piemontese, la situazione dell'esercito austriaco appariva particolarmente grave. Questo fatto aveva indotto il governo veneziano a sottovalutare molto il rischio di una tempestiva controffensiva austriaca. La scarsa preparazione militare di Manin e dei suoi consiglieri, unitamente all'atteggiamento attendista da questi assunto per non pregiudicarsi l'aiuto di Carlo Alberto, avevano fatto sì che il governo veneziano non si preoccupasse in un primo momento di organizzare una seria difesa del Veneto.
Fin dall'inizio vennero poi compiuti una serie di gravi errori che si riveleranno decisivi per le future sorti del conflitto. Già la decisione di consentire ai soldati austriaci di abbandonare pacificamente le città insorte, per di più muniti del loro equipaggiamento, consentì a Nugent di disporre immediatamente di un cospicuo gruppo di uomini. Inoltre si acconsentì ai soldati italiani in forza all'esercito austriaco che avevano disertato durante la rivoluzione di tornare alle loro case. Questi avrebbero potuto costituire fin da subito il nucleo di un nascente esercito veneto.  Soltanto in secondo momento, quando ormai gli austriaci avevano iniziato la loro riconquista dal Veneto, vennero frettolosamente richiamati.
Il governo veneziano non si preoccupò neppure di recuperare tempestivamente le numerose armi custodite all'Arsenale che furono distribuite alla popolazione il giorno della rivolta. E, nonostante le numerose richieste, si rifiutò inoltre di fornire ingenti aiuti in termini di uomini e armamenti alle altre città insorte. Il ministro della guerra Paolucci riteneva infatti che la maggior parte delle forze difensive dovessero rimanere a Venezia.
Inoltre la scarsa energia nell'organizzare i corpi volontari, unita ad una certa diffidenza nei confronti delle componenti più popolari che li costituivano, ebbe l'effetto di fiaccare ben presto l'entusiasmo dei tanti uomini pronti a mettersi al servizio della Repubblica e che rappresentavano la più cospicua risorsa per la difesa del Veneto.

### L'invio di La Marmora e dell'esercito pontificio

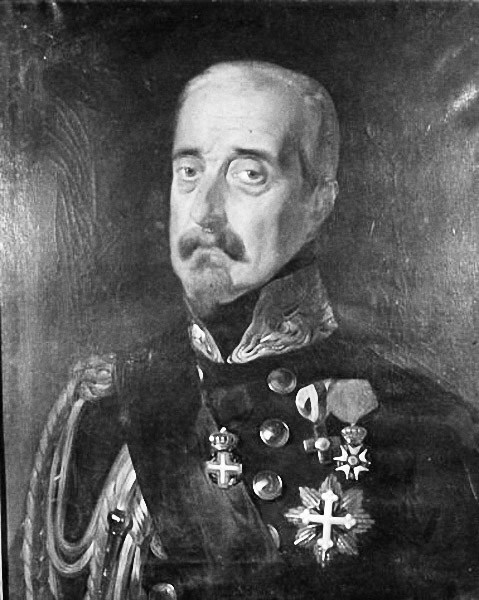
Il generale piemontese Alberto La Marmora.

Il problema della difesa del Veneto venne affrontato concretamente soltanto a partire dal 16 aprile, ad oltre un mese di distanza dalla rivoluzione e quando la minaccia austriaca in Friuli si dimostrò concreta. Ciò nonostante le misure prese dal governo veneziano furono comunque blande e Manin continuava a confidare nell'aiuto da parte del Piemonte come principale mezzo di difesa del Veneto.
Alla metà di aprile, in risposta ad una richiesta di aiuto del governo, Carlo Alberto inviò a Vicenza il generale Alberto La Marmora affidandogli l'organizzazione della difesa del Veneto. La Marmora tuttavia non si rivelo l'uomo adatto ad organizzare le forze popolari della Repubblica, verso cui nutriva una forte diffidenza. Egli finì così per scoraggiare ulteriormente la possibilità di costituire un esercito Veneto. Come scrisse al comitato di difesa il 17 aprile:
Nonostante l'invio di La Marmora e le speranze di Manin il Re non aveva alcuna intenzione di inviare le proprie truppe in soccorso del Veneto. Solo le persistenti richieste di aiuto del governo veneziano e la necessità strategica di ostacolare l'avanzata di Nugent lo persuasero, il 24 aprile, ad inviare l'esercito pontificio al comando del generale Giovanni Durando.
Nel frattempo Nugent, il 25 aprile, aveva raggiunto con le sue truppe il fiume Tagliamento dove ad attenderlo trovò La Marmora al comando di circa 1300 volontari.
Ma trovandosi di fronte ad un esercito che, grazie ai rinforzi, contava ormai oltre 16000 uomini La Marmora decise di ritirarsi sul Piave. L'intero Friuli occidentale cadde così sotto gli austriaci senza possibilità di combattere.
Superato il Tagliamento Nugent con una rapida manovra marciò verso Belluno. Dopo un primo tentativo di difesa il comitato provinciale decise che ogni resistenza fosse inutile. La città venne così riconquistata il 5 maggio.

### La battaglia di Cornuda

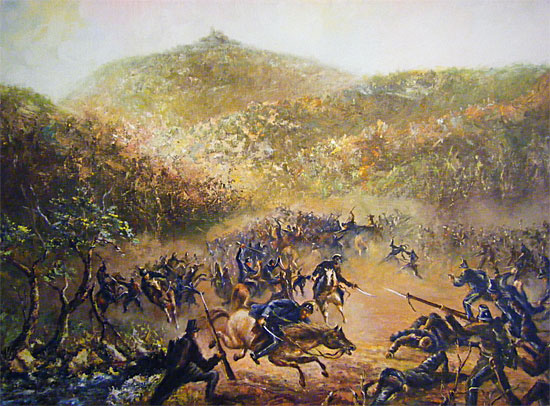
La battaglia di Cornuda. Dipinto di Gaetano Fabris.

Riconquistata Belluno Nugent si diresse verso il Piave. Qui ad attenderlo non trovò le poche centinaia di volontari del Tagliamento, ma l'esercito pontificio che nel frattempo aveva raggiunto il Veneto. Durando si era convinto che il grosso dell'esercito austriaco avesse tentato di discendere attraverso la pianura passando per Bassano. Aveva così deciso di posizionarsi lì con tutti i corpi regolari dell'esercito, circa 11.000 uomini. Per presidiare le altre strade che Nugent avrebbe potuto intraprendere lasciò più a sud, sulla riva destra del Piave sopra Treviso, a circa ventisette chilometri di distanza, il corpo dei volontari pontifici al comando del generale Ferrari per un totale di circa 4.000 uomini. Un altro gruppo di volontari, circa 3.000 uomini tra veneti e pontifici, fu lasciato ancora più a sud, tra Ponte di Piave e Ponte della Priula, al comando del generale Alessandro Guidotti che aveva nel frattempo sostituito La Marmora richiamato a Venezia.
Contro le previsioni di Durando Nugent, la sera dell'8 maggio, decise di attraversare il Piave a sud, passando per Cornuda nel tentativo di raggiungere Treviso. La sera stessa le truppe di Ferrari ebbero un primo scontro con l'avanguardia delle truppe austriache. Il giorno seguente iniziarono gli scontri a fuoco. Ferrari inviò richieste di immediato soccorso a Durando. Ma questi persuaso che l'azione a Cornuda fosse solo un diversivo dopo aver intrapreso la strada decise di tornare indietro. Alle cinque del pomeriggio dopo dodici ore di combattimento Ferrari, visto che nessun aiuto giunse, ordinò la ritirata. I corpi volontari ripiegarono allora verso Treviso.
L'esercito pontificio avrebbe avuto ottime possibilità di arrestare l'avanzata degli austriaci. Nugent infatti si muoveva su un terreno ricco di ostacoli naturali e con una popolazione apertamente ostile, spesso guidata dal clero locale. Ma gli errori del comando e lo scarso contributo in termini di uomini e mezzi fornito dalla Repubblica veneziana risultarono fatali per l'operazione.

### Le conseguenze della sconfitta

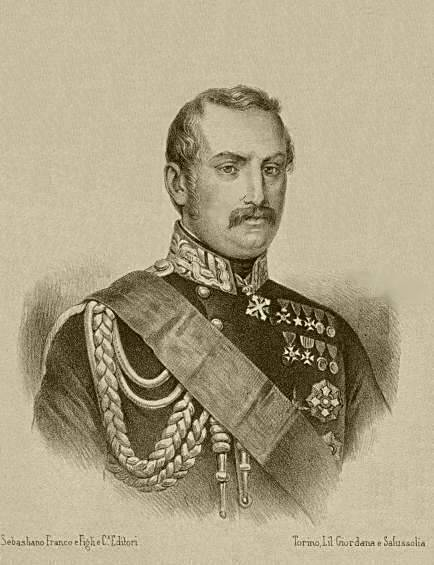
Il generale pontificio Giovanni Durando.

Le perdite della battaglia di Cornuda furono modeste. Tra i volontari italiani vi furono un centinaio tra morti e feriti, mentre i caduti austriaci furono poche unità. Ciò non di meno la sconfitta ebbe un impatto psicologico devastante e portò gravi conseguenze sul piano politico e militare.
La più immediata fu, come già visto, quella di far prevalere il partito fusionista all'interno del governo veneziano. Il governo perse inoltre gran parte della fiducia riposta negli uomini a cui aveva delegato la difesa del Veneto, e temeva lo stato di confusione e indisciplina in cui erano precipitate le forze volontarie.
Da parte loro i volontari persero ogni fiducia in chi avrebbe dovuto organizzarli e guidarli. Si diffuse inoltre, tra le truppe assediate a Treviso, la falsa convinzione che il monarchico Durando avesse tradito la causa della difesa del Veneto per far cadere la Repubblica. In verità proprio nei giorni della battaglia le truppe pontificie decisero di disertare all'ordine di papa Pio IX di abbandonare la guerra contro l'Austria.
Durando era ancora convinto di poter ostacolare l'avanzata di Nugent verso Verona. Prese allora posizione a Piazzola sulla riva occidentale del fiume Brenta e ordinò a Ferrari di raggiungerlo con le sue truppe. Ma il governo veneziano, preoccupato dagli episodi di indisciplina delle truppe di Ferrari e timoroso di perdere anche Treviso, gli ordinò di ripiegare sulla città. Questa decisione ebbe la grave conseguenza di lasciare libera la strada verso Verona, principale obbiettivo delle truppe austriache.

### La difesa di Treviso

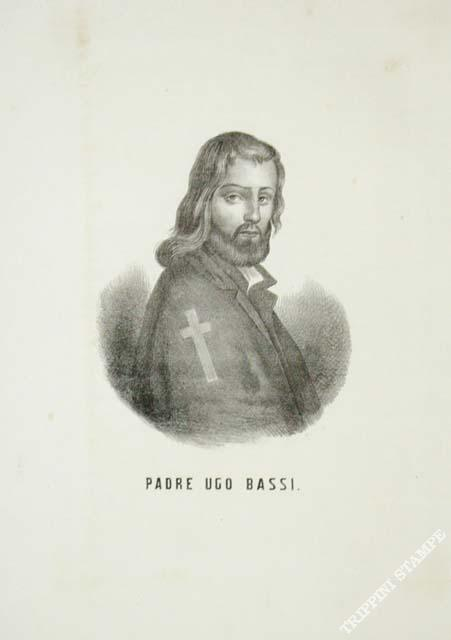
Il frate barnabita Ugo Bassi rimase ferito al braccio durante la difesa di Treviso.

Dopo la vittoria Nugent, malgrado le sollecitazioni di Radetzky a raggiungere al più presto Verona, decise di dirigersi verso Treviso considerata una tappa fondamentale per la completa riconquista del Veneto. L'11 maggio venne inviata un'intimidazione di resa che fu però respinta dal comitato della città.
Ferrari decise di compiere una ricognizione verso nord ma fu subito intercettato dai cannoni austriaci con gravi perdite. Decise così di abbandonare la città e di dirigersi verso Mestre. Lasciò a difesa di Treviso, in attesa dell'arrivo di Durando, circa 3.600 uomini al comando del generale Guidotti e portò con sé il resto. Guidotti, credendo necessaria un'azione decisa per ridare morale agli uomini, al comando di una quarantina di volontari, tra cui il frate patriota Ugo Bassi, organizzò un'audace sortita contro gli austriaci. L'azione non ebbe successo e lo stesso generale rimase ucciso, ma questo eroico gesto ebbe l'effetto di ridare coraggio alle truppe in difesa della città.
Il 18 maggio il generale austriaco Wilhelm Thurn, a cui Nugent aveva nel frattempo lasciato il comando per problemi di salute, ricevette un nuovo sollecito da parte di Radetzky a dirigersi immediatamente verso Verona. La sera stessa Thurn obbedì agli ordini e prese la strada verso Verona proprio mentre stavano sopraggiungendo le truppe pontificie di Durando. Il giorno seguente gli austriaci attraversarono indisturbati il Brenta a Piazzola, dove avrebbe voluto attenderli Durando.

### La difesa di Vicenza

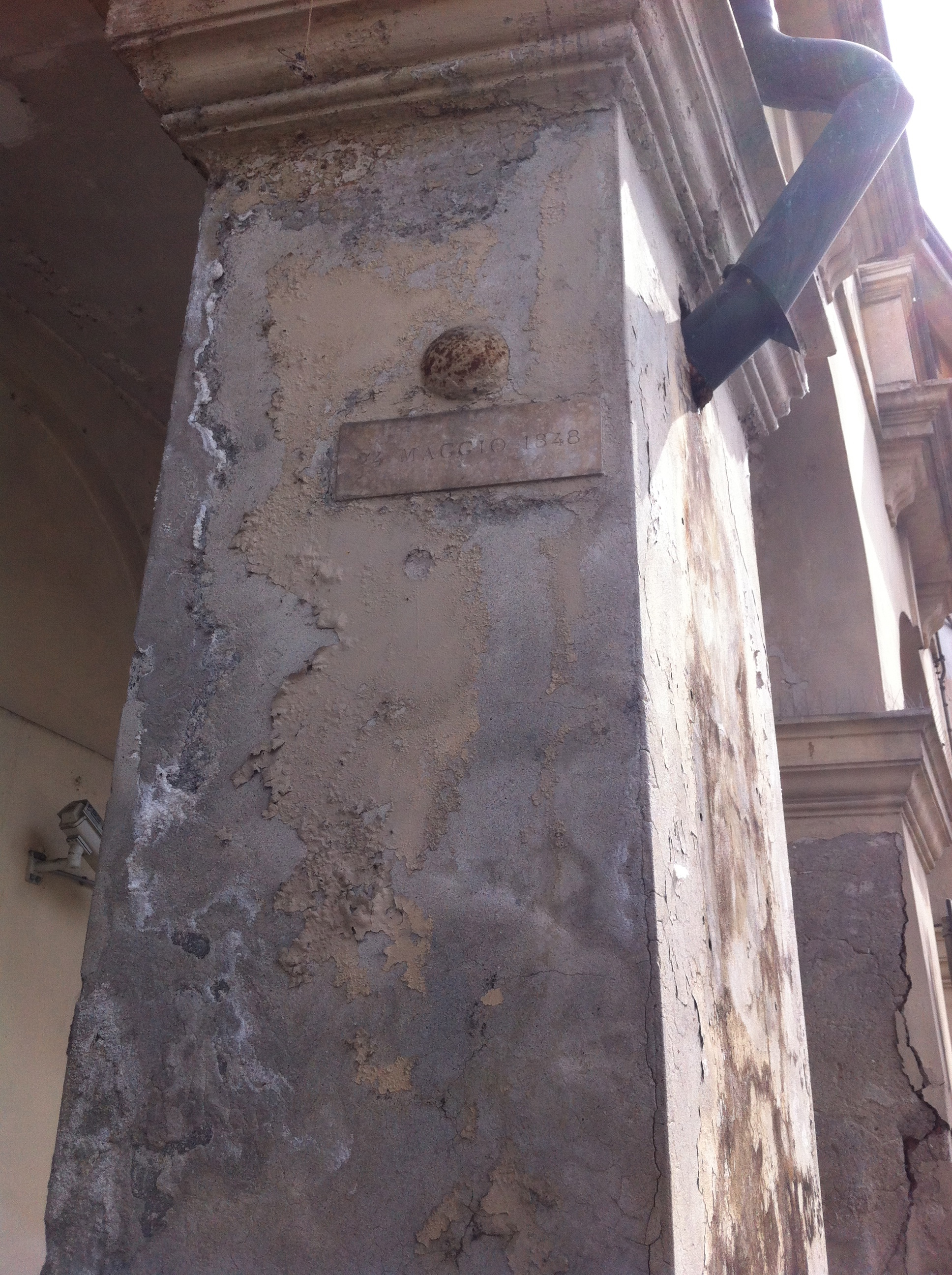
Palla di cannone austriaca sparata il 24 maggio 1848 durante l'assalto alla città, infissa in uno dei pilastri in Piazza Castello.

Appena Durando seppe che gli austriaci avevano oltrepassato il Brenta decise subito di muoversi verso Vicenza. La città era stata frattanto raggiunta, il 20 maggio,  dalle truppe di Thurn. Il generale austriaco credeva che Vicenza si sarebbe facilmente arresa come era successo con Udine. Ma la città aveva difese naturali molto migliori e vi erano giunti molti volontari ad aiutare la guardia civica locale guidata dall'anziano colonnello Domenico Belluzzi, un ex soldato napoleonico. I primi assalti degli austriaci vennero così respinti.
La difesa di Vicenza era considerata di vitale importanza e così a difendere la città giunse anche un cospicuo contingente da Venezia: circa 1.000 uomini a capo dei quali vi erano Daniele Manin e Niccolò Tommaseo. Fu questa l'unica volta in cui Manin uscì dalla città nei diciotto mesi di rivoluzione. La sua presenza a Vicenza suscitò grande entusiasmo nella popolazione. Fra gli uomini giunti da Venezia vi erano anche i volontari italiani provenienti da Parigi guidati dal generale Giacomo Antonini. Anche Durando non tardò ad arrivare.
Il 21 maggio Thurn, dopo i primi fallimentari attacchi del giorno precedente, decise di aggirare la città e dirigersi verso Verona. Un consiglio di guerra riunitosi in gran fretta decise allora di attaccare subito gli austriaci. Il generale Antonini raggiunse la retroguardia austriaca e ne seguì un aspro combattimento in cui lo stesso Antonini perse un braccio e Manin e Tommaseo si distinsero per il loro coraggio. La retroguardia austriaca riuscì comunque a respingere l'attacco e le truppe di Thurn proseguirono verso Verona.
Proprio quando le truppe austriache si trovarono a circa venti chilometri da Verona Radetzky, che tanto aveva sollecitato per l'arrivo dei rinforzi, ordinò a Thurn di tentare un nuovo assalto verso Vicenza. Thurn con circa 18.000 soldati tornò a Vicenza nella notte tra il 23 e il 24 maggio. Per ostacolarne le manovre i vicentini avevano nel frattempo allagato i territori a nord-ovest della città distruggendo le dighe del fiume Retrone. Alle cinque del mattino gli austriaci iniziarono il bombardamento di Vicenza. Thurn dispose per un attacco alle due estremità della città, a porta Santa Croce e porta Castello. Ma tutti i tentativi di sfondamento vennero respinti. Thurn decise allora di rinunciare e tornò nuovamente verso Verona.
La difesa di Vicenza rappresentò indubbiamente un grande successo in un momento di estrema difficoltà per gli italiani. Ciò non di meno gli austriaci avevano raggiunto il loro principale scopo: portare cospicui rinforzi a Radetzky. Questo successo segnerà una tappa decisiva negli esiti del conflitto.

### La resistenza del Cadore

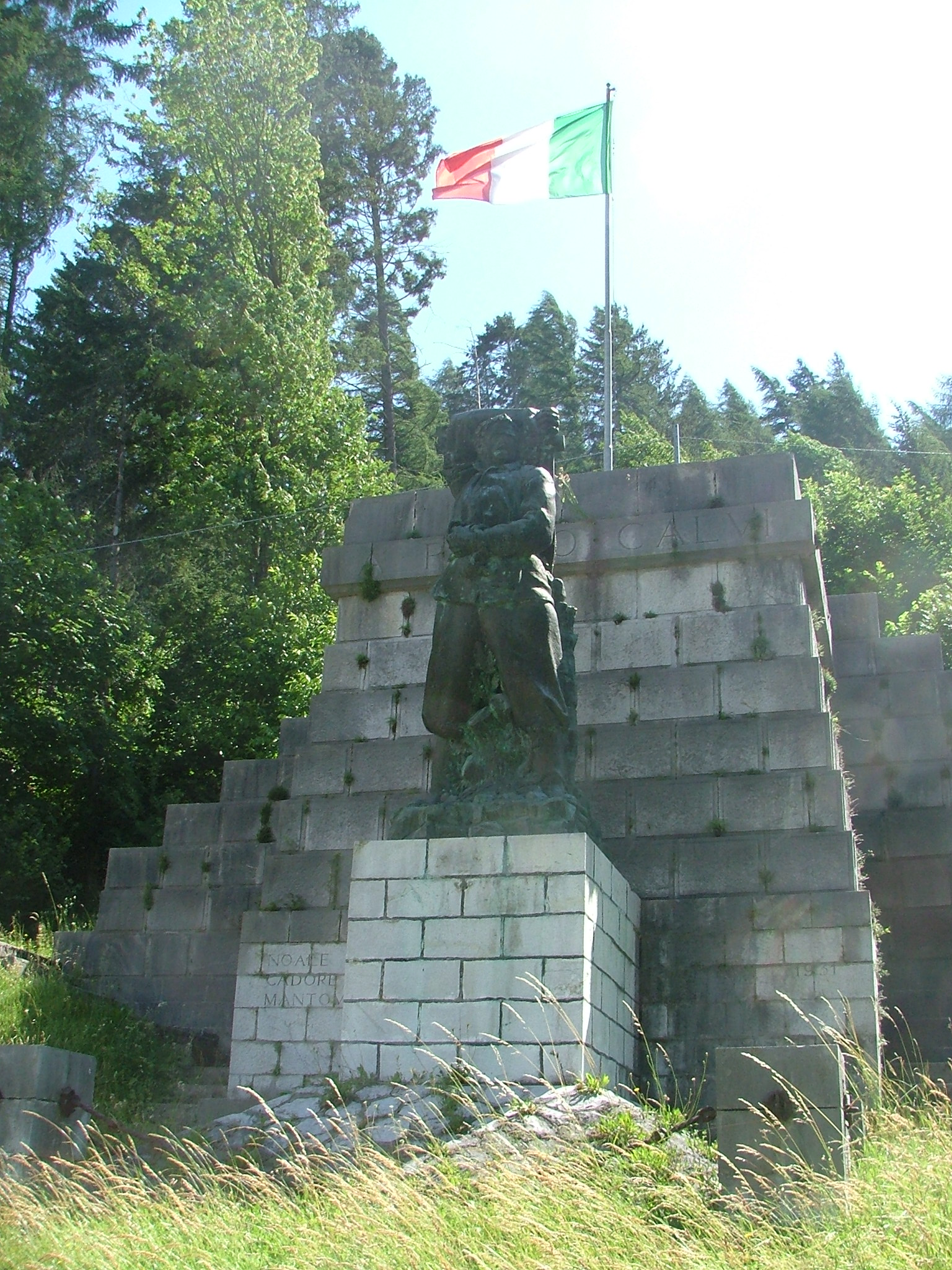
Monumento a Pietro Fortunato Calvi sito a Pieve di Cadore.

Mentre nel resto del Veneto la situazione militare stava rapidamente precipitando, a resistere tenacemente alle truppe austriache furono gli abitanti del Cadore, una regione montuosa delle Dolomiti orientali nella provincia di Belluno. Il Cadore era un territorio legato a Venezia da una lunga tradizione di lealtà verso l'antica Repubblica, e in cui l'ostilità per il governo austriaco era particolarmente acuta.
Nugent aveva inviato in questa regione due battaglioni del suo esercito con lo scopo di aprire la via d'Alemagna, un'importante via di comunicazione considerata strategica per la riconquista del Veneto. Così ai primi di aprile circa 2.000 uomini al comando del maggiore Hablitschek entrarono nel Cadore da nord.
Ad organizzare la difesa della regione il governo veneziano inviò Pietro Fortunato Calvi, un giovane ufficiale di grandi qualità. Vennero inoltre inviati 5 cannoni e 260 fucili. Con questi pochi armamenti a disposizione Calvi organizzò cinque corpi franchi da 80 uomini ciascuno. Organizzò inoltre le guardie civiche della regione, armate solo di forconi e vecchi fucili da caccia e reclutò nuovi volontari. Presto poté così disporre di circa 4.000 uomini, su una popolazione complessiva di 36.000 abitanti, anche se male o per nulla armati. Sfruttando le accidentalità del terreno montuoso Calvi basò la resistenza della regione su tattiche di guerriglia, attaccando gli austriaci anche con l'ausilio di grossi massi che aveva fatto disporre lungo le pendici che costeggiavano le strade.

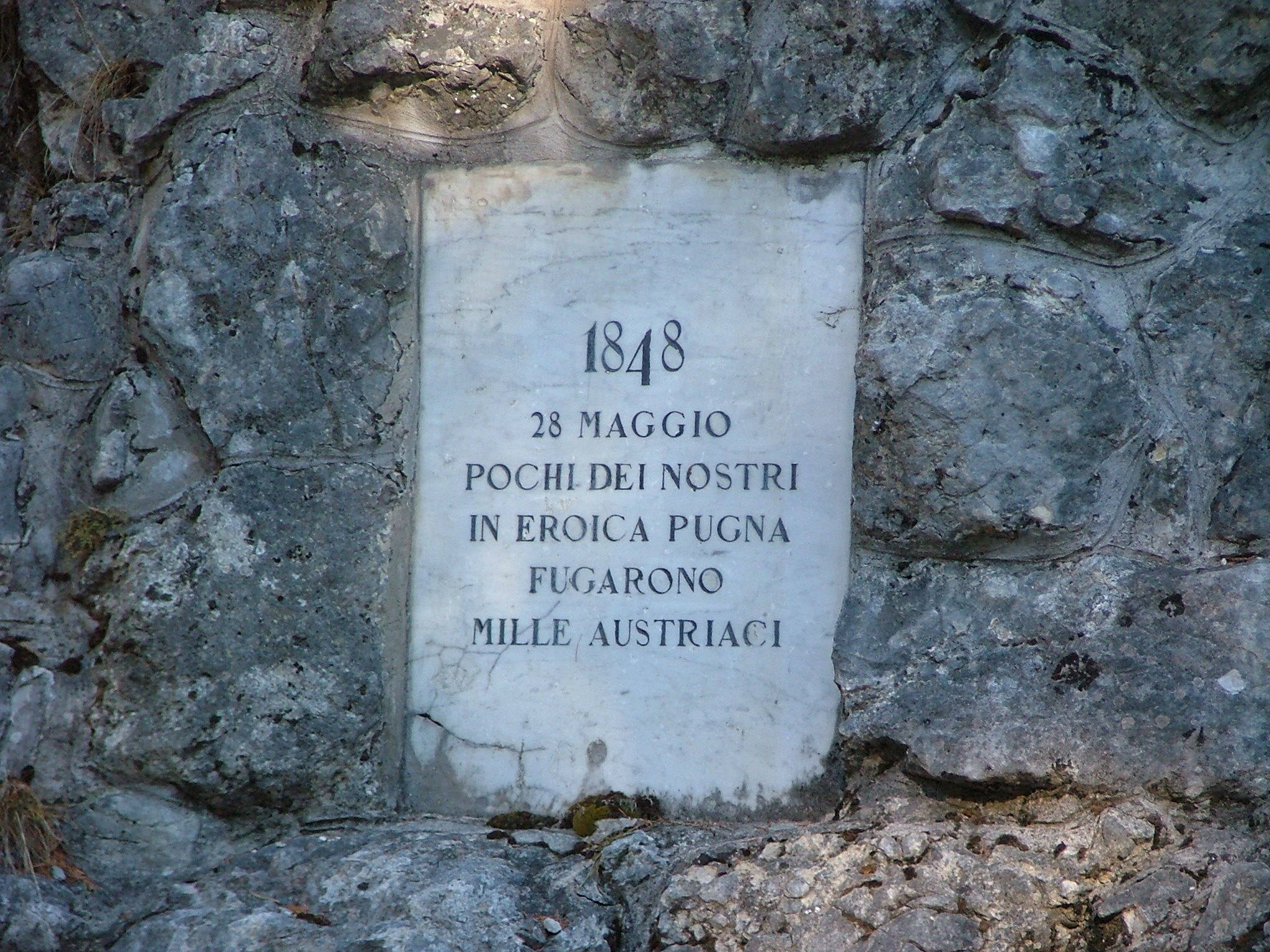
Lapide commemorativa della battaglia di Rindemera a Vigo di Cadore.

Grazie a queste audaci tattiche i cadorini riuscirono a respingere nelle prime due settimane di maggio diversi attacchi austriaci. Ma Nugent deciso a sedare la resistenza della regione inviò un secondo corpo d'armata agli ordini del maresciallo Ludwig von Welden. Il 28 maggio iniziò un imponente attacco su più fronti delle truppe austriache che potevano contare ormai su 8.000 uomini. I volontari di Calvi riuscirono ancora una volta a resistere all'assalto ma ormai scarseggiavano munizioni e generi alimentari. Il 4 giugno al fine gli austriaci riuscirono a piegare la resistenza dei cadorini. Calvi fuggì a Venezia dove svolgerà un importante ruolo nella difesa della città.
La resistenza del Cadore non ebbe un ruolo centrale nelle sorti della guerra, ma è la dimostrazione che le ampie forze volontarie del Veneto se adeguatamente guidate e armate avrebbero potuto giocare un ruolo decisivo nel conflitto.

### Le cadute di Vicenza, Padova e Treviso

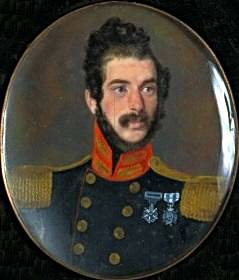
Ritratto anonimo di Enrico Cialdini.

Quando le truppe di Thurn raggiunsero Verona, Radetzky decise che era giunto il momento di sferrare il proprio attacco contro l'esercito piemontese. Un primo piano di attacco, che prevedeva l'aggiramento del l'esercito sabaudo, fu fermato il 29 maggio dalla inaspettata resistenza dei toscani e napoletani nella battaglia di Curtatone e Montanara.
Radetzky allora, contando sull'immobilismo di Carlo Alberto, decise di lasciare Verona con il grosso del suo esercito, 30.000 uomini e 124 cannoni, per marciare verso Vicenza e sedare definitivamente la resistenza della città. A Vicenza era restato Durando con 11.000 uomini e 36 cannoni. Il 10 giugno gli austriaci attaccarono sui colli Berici. Dopo un iniziale resistenza i volontari italiani furono infine sopraffatti.
Alle due del pomeriggio le forze pontificie comandate dai colonnelli Enrico Cialdini e Massimo d'Azeglio tentarono di contrattaccare ma furono respinti con gravi perdite. Durando con le truppe restanti cercò di opporre un ultimo tentativo di resistenza ma furono costretti a ritirarsi dentro la città. Fece allora issare bandiera bianca sulla torre in piazza dei Signori. La guardia civica voleva però continuare a combattere e sostituì la bandiera con una rossa. Gli austriaci risposero bombardando la città per tutta sera e al fine anche la popolazione comprese che non vi era altra possibilità che la resa. Le trattative furono condotte da Durando che ottenne che l'esercito pontificio potesse abbandonare Vicenza con gli onori delle armi a patto che avrebbero interrotto ogni azione contro gli austriaci per tre mesi. Queste concessioni furono generose ma giustificate dal fatto che Radetzky aveva fretta di rientrare a Verona prima che Carlo Alberto decidesse di attaccarla.

Ritratto del generale Carlo Zucchi.

La conseguenza più immediata della caduta di Vicenza furono le capitolazioni di Padova e Treviso. Il governo veneziano decise che ogni tentativo di difendere Padova sarebbe stato inutile preferendo tenere tutte le forze a sua disposizione a difesa della città. A Treviso i volontari erano disposti a combattere ma quando gli austriaci iniziarono a bombardare la città i comandanti militari chiesero la resa.
Dopo aver sedato le ultime sacche di resistenza nella regione a metà giugno il Veneto era tornato sotto il dominio austriaco. Oltre a Venezia resistevano ancora solo le fortezze friulane di Osoppo e Palmanova. La fortezza di Palmanova era difesa da ex soldati austriaci disertori, tra cui alcune compagnie della Legione Galateo, al cui comando si era posto il generale Carlo Zucchi che era prigioniero nelle carceri della fortezza. Benché sottoposta a intensi bombardamenti austriaci la fortezza avrebbe potuto resistere a lungo. Ma Zucchi, persuaso che oramai Venezia non avrebbe inviato uomini in suo aiuto decise al fine di arrendersi il 24 giugno.
Osoppo resistette molto più a lungo all'assedio austriaco ma il 13 ottobre fu anch'essa costretta ad arrendersi. I superstiti si recarono a Venezia per difendere la città.

## L'assedio austriaco a Venezia
l'altrui nequizie e la sua gloria,

e grida ai posteri tre volte infame

chi vuol Venezia morta di fame!

Viva Venezia! L'ira nemica

la sua risuscita virtude antica;

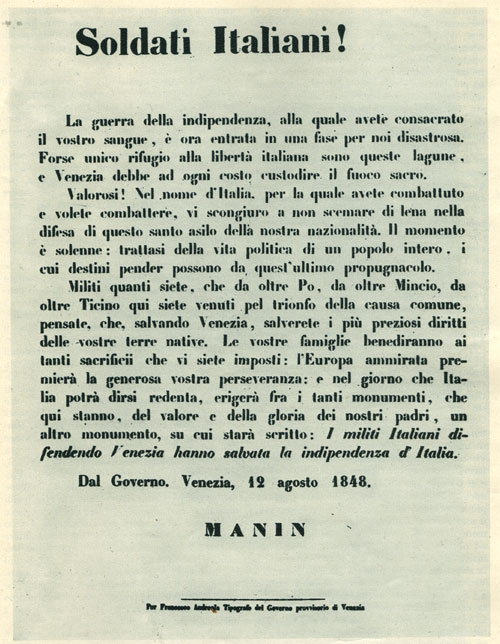
Appello di Manin ai soldati italiani.

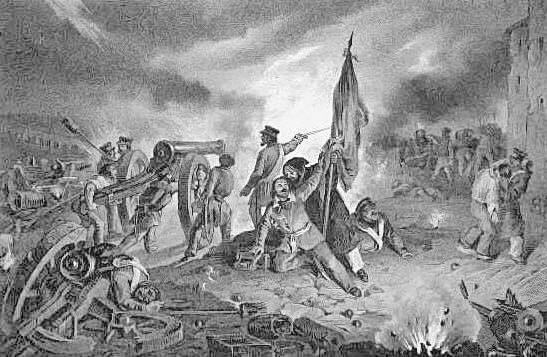
La battaglia di Forte Marghera in una litografia dell'epoca.

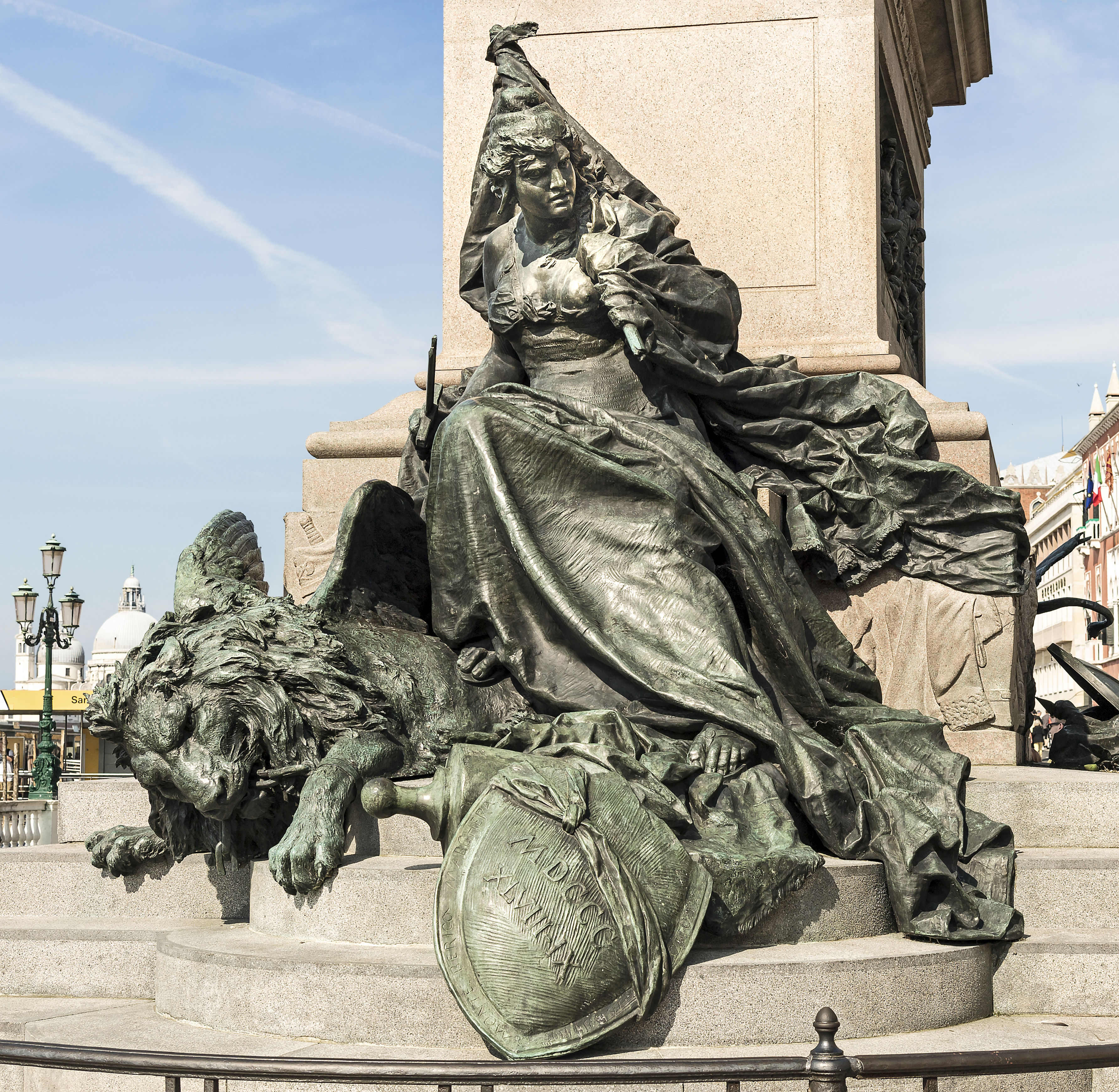
Monumento nazionale a Vittorio Emanuele II (realizzato da Ettore Ferrari nel 1887 e situato in Riva degli Schiavoni): il leone marciano sconfitto nel 1848-49 morde le proprie catene.

ma il morbo infuria, ma il pan le manca…

Sul ponte sventola bandiera bianca!»
(Arnaldo Fusinato)
Il Piemonte, già provato dalla battaglia di Custoza del 27 luglio, ritirò il suo sostegno dopo l'armistizio Salasco del 9 agosto. L'11 agosto, ad appena quattro giorni dalla nomina, i commissari regi lasciarono Venezia e, nel frattempo, se ne andava la flotta sarda. In questa situazione disperata, Manin assunse la dittatura per quarantotto ore e, il 13 agosto, il potere venne affidato ad un triumvirato formato, oltre che dallo stesso Manin (Questioni civili), da Giovanni Battista Cavedalis (Guerra) e Leone Graziani (Marina).
Un valido aiuto giunse invece dal generale napoletano Guglielmo Pepe, mandato inizialmente dal suo sovrano a combattere al fianco dei piemontesi, che rifiutò di obbedire all'ordine di rientro e si unì ai veneziani con duemila volontari, prendendo il comando dell'esercito che difendeva la città.
Frattanto, nonostante l'eroica resistenza dei volontari, la terraferma era stata rioccupata dall'esercito austriaco. Il 4 maggio 1849 gli austriaci iniziarono le ostilità contro forte Marghera, presidiato da 2 500 uomini al comando del colonnello napoletano Girolamo Ulloa. La difesa fu accanita, ma la notte del 26, d'accordo col governo, Ulloa dovette dare l'ordine di evacuare il forte. Gli austriaci avanzarono allora lungo il ponte della ferrovia ma, trovando anche qui una forte resistenza, iniziarono un pesante bombardamento contro la città stessa. Una prima richiesta di resa da parte del comandante in capo delle forze austriache Radetzky, fu sdegnosamente respinta.
L'episodio del bombardamento di Venezia del 1849 merita una menzione particolare: infatti in quel frangente, accanto all'artiglieria, gli austriaci impiegarono per la prima volta dei palloni aerostatici nel tentativo di portare a termine un bombardamento aereo. L'uso dei palloni per scopi bellici non era del tutto nuovo, poiché fin dal 1794 i francesi avevano costituito una Compagnia aerostieri con palloni ancorati a terra da cavi, con scopi di ricognizione; ma il 2 luglio le mongolfiere austriache furono caricate con bombe incendiarie, collegate a micce a tempo che avrebbero dovuto lasciar cadere l'esplosivo esattamente quando i palloni fossero giunti sopra la città. Tuttavia il vento respinse i palloni, facendoli tornare verso le linee austriache, cosicché il primo tentativo di bombardamento aereo della storia risultò fallimentare.
L'11 luglio 1849 alcuni abitanti di Chioggia tentarono di incendiare la fregata austriaca I.R. Venere attaccandola con un brulotto al largo della costa.
Alla lunga, comunque, la situazione della città divenne insostenibile (a complicare le cose si aggiunse anche un'epidemia di colera), e ai primi di agosto lo stesso Manin, vista l'impossibilità di resistere ad oltranza, iniziò a parlare di resa, e offrì anche di farsi da parte se invece si fosse deciso di combattere fino all'ultimo. L'Assemblea confermò la fiducia al Manin, e gli affidò pieni poteri per trattare la resa, che venne firmata il 22 agosto 1849 a villa Papadopoli. Il 24 gli austriaci entravano a Venezia, mentre Manin, Tommaseo, Pepe e molti altri patrioti prendevano la via dell'esilio.